# Rheinbahn (Unternehmen)
Die Rheinbahn AG (bis 2005 Rheinische Bahngesellschaft AG) ist ein 1896 gegründetes Verkehrsunternehmen mit Sitz in Düsseldorf, welches dem Verkehrsverbund Rhein-Ruhr (VRR) angehört und fast alle Stadtbahn-, Straßenbahn- und Buslinien des öffentlichen Personennahverkehr in den Städten Düsseldorf und Meerbusch sowie in weiten Teilen des Kreises Mettmann betreibt. Das Rückgrat bildet ein rund 346 Kilometer langes bis nach Neuss, Meerbusch, Krefeld, Duisburg und Ratingen reichendes Schienennetz mit zehn teilweise in Tunneln verkehrenden Stadtbahn- und sieben Straßenbahnlinien, das um 114 Buslinien ergänzt wird. 2019 beförderten 788 Fahrzeuge jeden Werktag rund 760.000 und insgesamt 229,3 Mio. Fahrgäste zwischen 1671 Haltestellen in einem Einzugsgebiet von 570 Quadratkilometer mit über einer Million Einwohnern, weshalb die Rheinbahn das fünftgrößte Nahverkehrsunternehmen Deutschlands und das größte im VRR ist.

## Geschichte

### Die Gründungsjahre
Die Rheinische Bahngesellschaft AG wurde am 25. März 1896 durch die Düsseldorfer Unternehmer Heinrich Lueg, Franz Haniel junior, August Bagel und Friedrich Vohwinkel gegründet. Die Leitung wurde dem früheren Oberbürgermeister von Solingen Friedrich Haumann anvertraut.

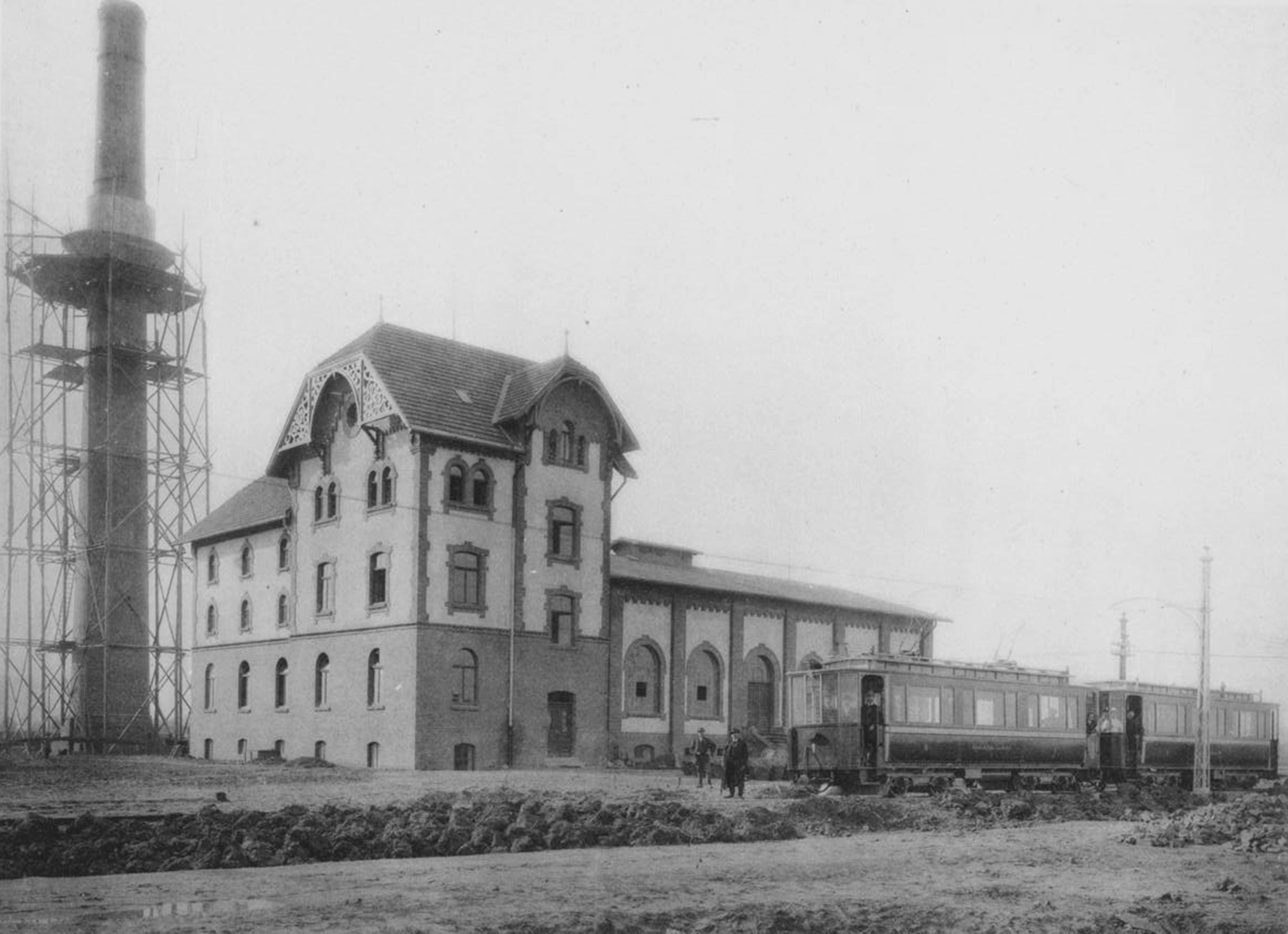
Elektrisches Kraftwerk für die Kleinbahn Düsseldorf–Krefeld an der Hansaallee (1898)

Der schnelle Aufstieg der Bahngesellschaft hing mit der dynamischen Entwicklung des Düsseldorfer Wirtschaftsraumes zusammen. Vom Beginn des 19. Jahrhunderts bis 1870 vervierfachte sich die Einwohnerzahl der Stadt Düsseldorf. Die linksrheinischen vorwiegend landwirtschaftlich genutzten Gebiete boten Raum für weiteres städtische Wachstum. Deshalb brachten Lueg, Haniel, Bagel und Vohwinkel zusammen mit dem Beigeordneten und späteren Düsseldorfer Oberbürgermeister Wilhelm Marx am 5. Februar 1896 den Vorschlag in den Rat der Stadt Düsseldorf ein, das rechtsrheinische Stadtzentrum und die linksrheinischen Gemeinden Heerdt, Ober- und Niederkassel durch eine feste Rheinbrücke an Stelle der bisherigen Schiffsbrücke miteinander zu verbinden und durch den Bau einer Bahnstrecke nach Krefeld auch weitere linksrheinische Städte und Gemeinden wirtschaftlich enger mit Düsseldorf zu verflechten. Die Düsseldorfer Stadtverordnetenversammlung unterstützte das Brücken- und Bahnprojekt und nahm es im März 1896 an. Bereits am 26. Februar 1896 hatte das Preußische Handelsministerium den Bau und Betrieb der Kleinbahn und den Bau der Brücke genehmigt. Die Stadt Düsseldorf selbst beteiligte sich aber nicht an der Finanzierung dieser Projekte. Schon deshalb engagierte sich die Bahngesellschaft auch in der Projektentwicklung bzw. Stadtentwicklung, indem sie auf linksrheinischem Gebiet Grundstücke für 30 Pfennig pro m² erwarb, sie erschloss und später als Baugrundstücke für 30 Mark pro m² wieder verkaufte. So konnte der Bahn- und Brückenbau finanziert werden und es entstand durch rege Bautätigkeit von 1906 bis 1914 Oberkassel in seiner heutigen Struktur und Gestalt.
Nach der Eröffnung der Oberkasseler Brücke am 12. November 1898 wurde am 15. Dezember desselben Jahres zwischen der Rheinstraße in Krefeld und zunächst dem Ratinger Tor in Düsseldorf die „erste elektrische Schnellzugkleinbahn Europas“ in Betrieb genommen. Das erste Verwaltungsgebäude mit elektrischem Kraftwerk errichtete die Rheinische Bahngesellschaft 1898 an der Hansaallee. Kleinere Verwaltungsstellen befanden sich in der „Villa New York“ an der Ratinger Straße und in der Jacobigasse (Lage heutiger Malkasten-Park). Mit der Verpachtung der städtischen Düsseldorfer Straßenbahn an die Rheinische Bahngesellschaft AG konnte die Rheinbahn-Hauptverwaltung im Jahr 1921 das Gebäude der ehemaligen Warenhaus-Hartoch-Filiale Am Wehrhahn 34–36 (gegenüber Cantadorstraße) nach einem Umbau beziehen.

### Vom Nationalsozialismus bis in die Gegenwart

Ehemaliges Logo

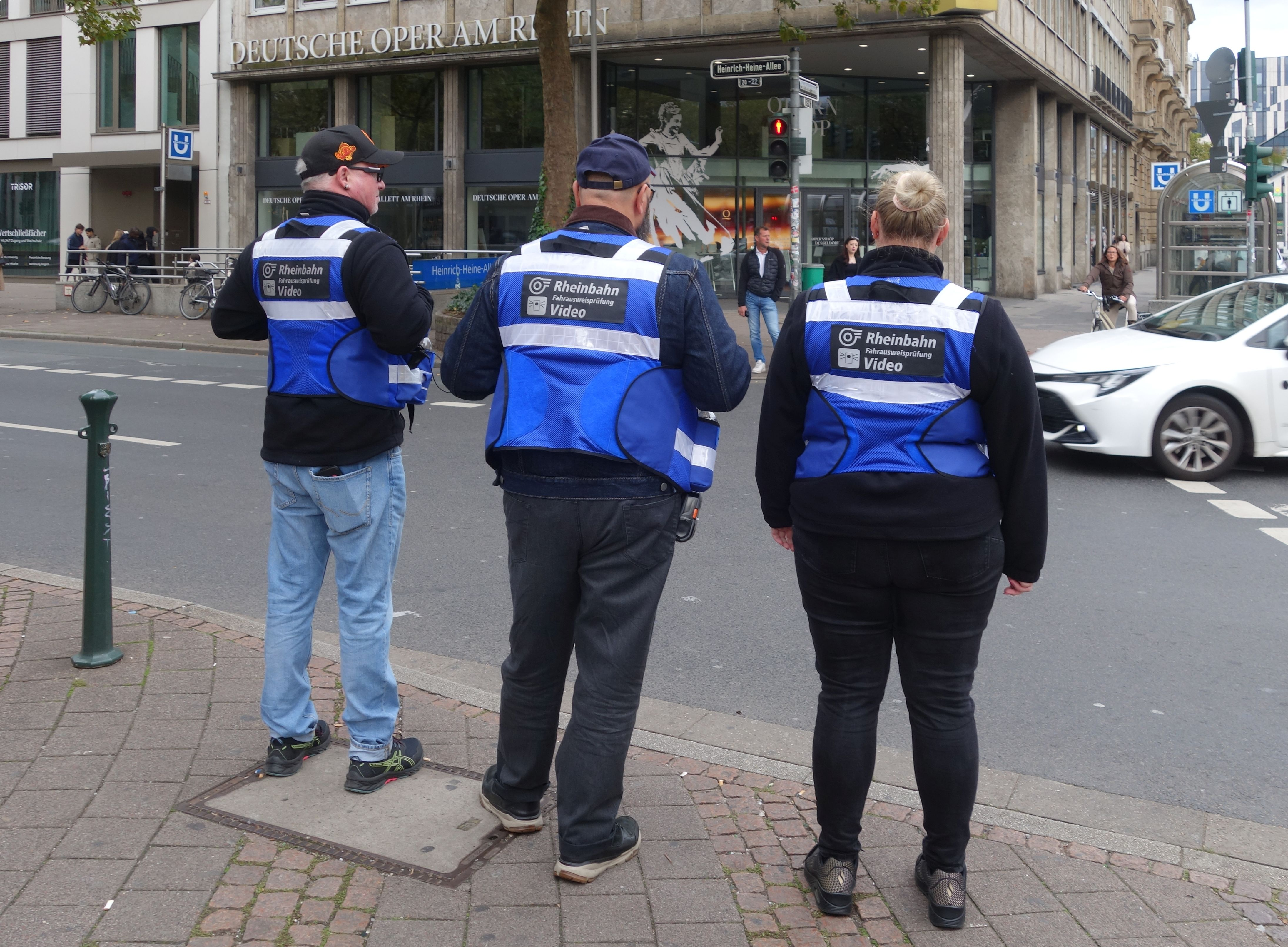
Ein Teil der Fahrausweiskontrolleure wurde 2024 mit Videokameras ausgerüstet

Die Machtübernahme der Nationalsozialisten bei der Rheinbahn verlief genauso wie bei der Stadtverwaltung, bei den Theatern und Schulen. Generaldirektor Karl Fritzen wurde zum Rücktritt gedrängt. Im November 1933 wurde der Stadtverortnete Otto Liederley zum neuen Leiter der Rheinischen Bahngesellschaft ernannt. Mit den sog. Nürnberger Rassengesetzen wurden alle Rheinbahner ab 1937 aufgefordert, einen Ariernachweis zu erbringen. Ende 1937 wurde der linientreue Fliegerkapitän Rudolf Bieber Generaldirektor der Rheinbahn.
In den 1950er Jahren verringerte sich die Zahl der beförderten Fahrgäste wegen der Zunahme des Individualverkehrs deutlich. Dennoch wurde nicht – wie in vielen anderen Städten – das Straßenbahnnetz stillgelegt. Die Rheinbahn reagierte, indem sie neben einem allgemeinen Personalabbau die zwischen 1935 und 1938 in Betrieb genommenen Verstärkungslinen wieder einstellte, den Takt der übrigen städtischen Linien tagsüber von 10 auf 12 Minuten ausdünnte und das Streckennetz verkleinerte.
Der Schiffsbetrieb der Rheinbahn seit 1898 gewann nach Ende des Krieges ab 1945 durch den zerstörte Brücken ersetzenden Fährverkehr an Bedeutung. Dieser Betrieb, zuletzt im Auftrag der Stadt Düsseldorf, wurde im Jahr 1993 eingestellt, da die Stadt nicht mehr bereit war, die anfallenden Defizite in Millionenhöhe zu tragen.
Die vorhandenen vier Schiffe wurden an die Firma Küffner verkauft, die auch Personal und Steigeranlagen von der Rheinbahn übernahm und den Schiffsbetrieb nach Kaiserswerth bis 2012 subventionsfrei weiterführte.
Im Juni 2015 wurde der Grundstein für ein neues Verwaltungsgebäude in unmittelbarerer Nachbarschaft des Betriebshofes Lierenfeld gelegt. Vom 21. bis zum 24. April 2017 wurde der Umzug von 400 Arbeitsplätzen aus dem alten Rheinbahnhaus in Oberkassel nach Lierenfeld durchgeführt.
Der größte Fahrplanwechsel in der Geschichte der Rheinbahn fand am 21. Februar 2016 statt. Der hauptsächliche Grund war die Inbetriebnahme der Wehrhahn-Linie mit den neuen Stadtbahnlinien U 71, U 72, U 73 und U 83. In diesem Zusammenhang wurde auch das Straßenbahnnetz nahezu komplett neu geordnet, denn mit der Linie 709 behielt lediglich eine Straßenbahnlinie ihren Verlauf bei. Die Linien 703, 712, 713 und 719 entfielen ganz bzw. wurden durch die neuen Stadtbahnlinien ersetzt. Die über die Berliner Allee verkehrende neue Linie 705 ersetzte die Line 715. Der Verlauf aller anderen Straßenbahnlinien außer der Linie 709 sowie der Buslinien 723, 725, 732 und 736 wurde ebenfalls geändert. Die geplante gleichzeitige Inbetriebnahme der Straßenbahn-Neubaustrecke zwischen Rath S und dem ISS-Dome und die damit verbundene Verlängerung der Linie 701 verzögerte sich um fast zwei Jahre und erfolgte erst am 7. Januar 2018.
2021 ließ die Rheinbahn anlässlich des 125. Jahrestags der Unternehmensgründung sechs Fahrzeuge im Sonderdesign bekleben. Ab Anfang Februar 2021 fuhren vier Stadt- bzw. Straßenbahnwagen sowie zwei Busse mit der Jubiläumswerbung durch das Geschäftsgebiet der Rheinbahn.

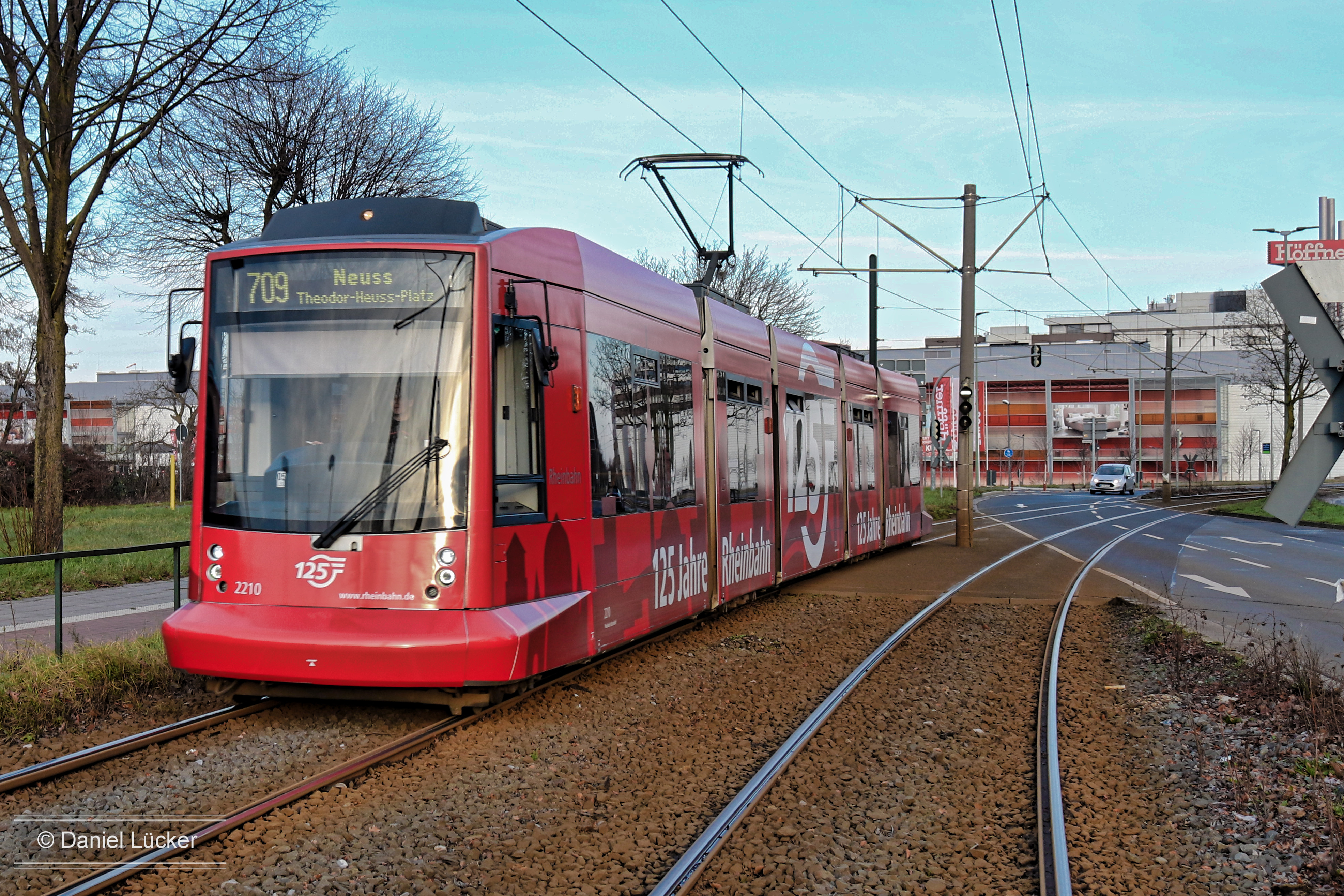
Wagen 2210
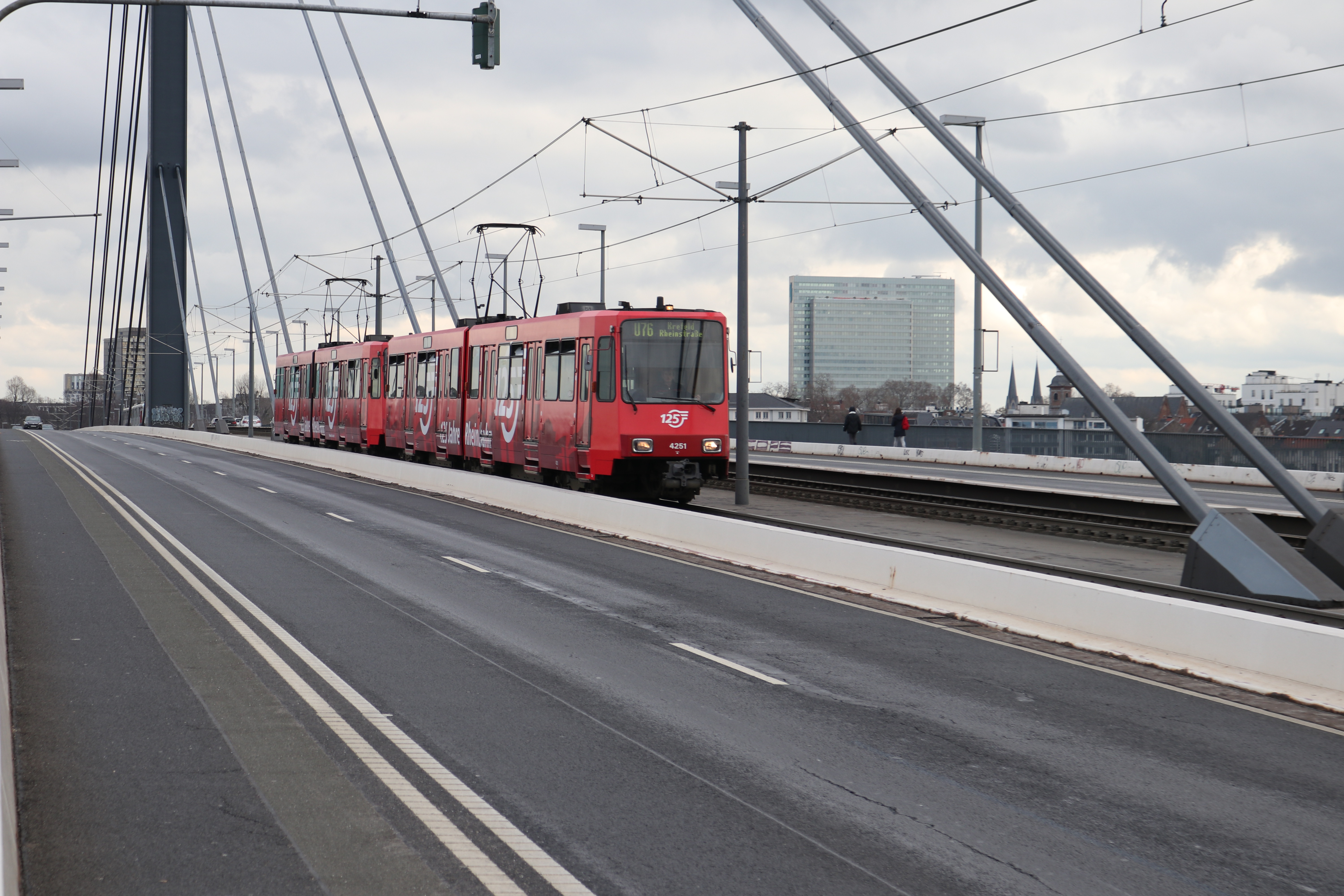
Wagen 4250 und 4251
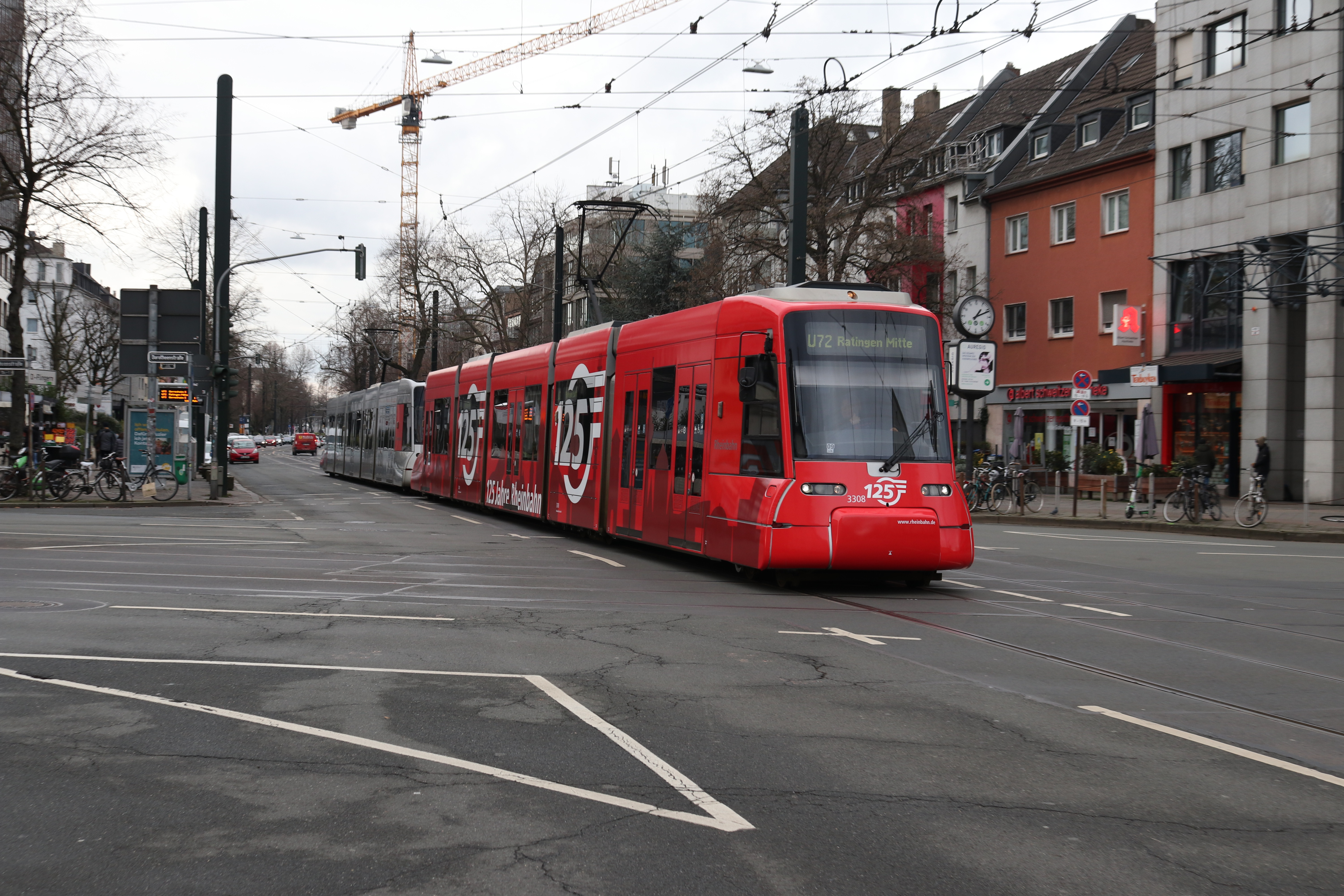
Wagen 3308
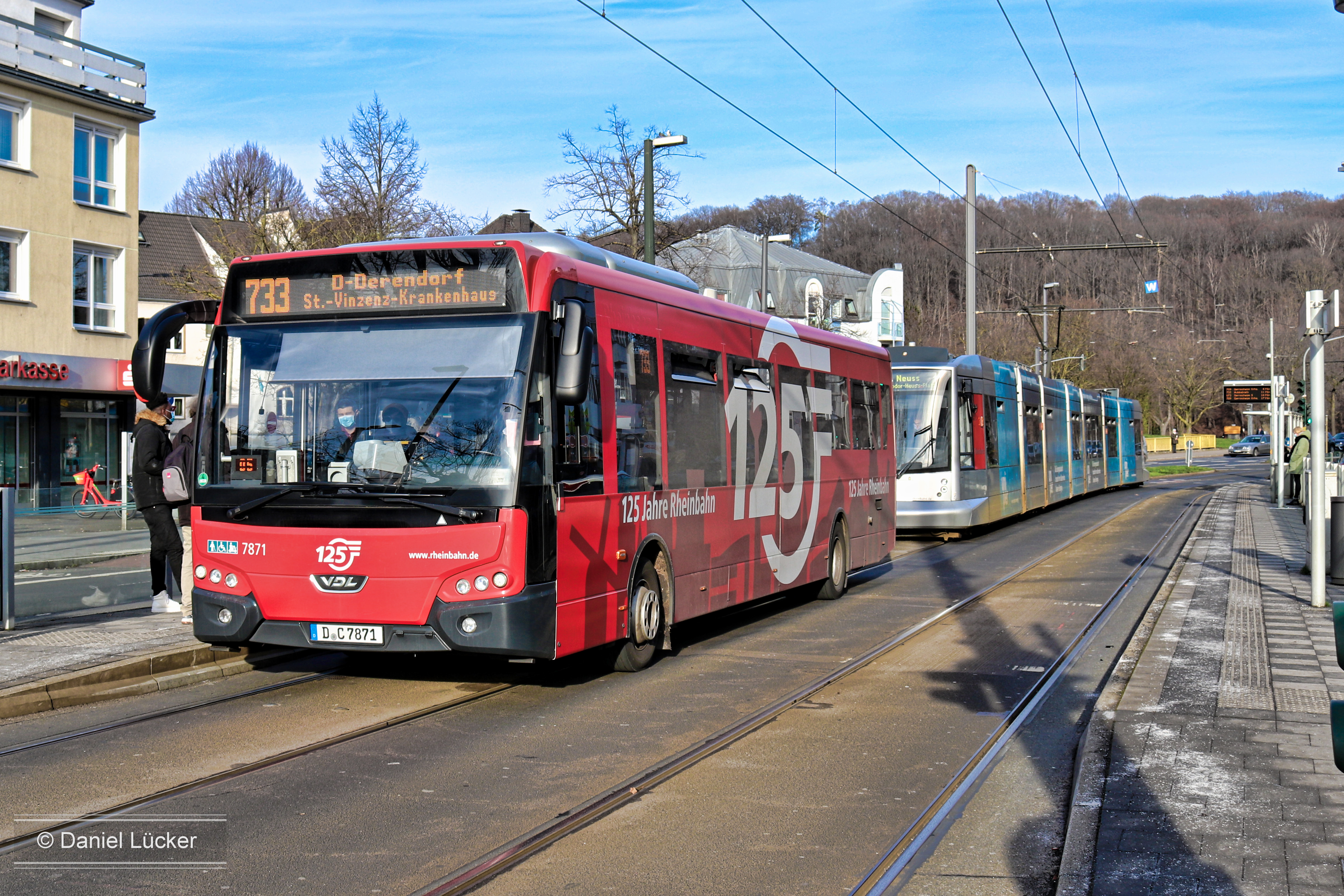
Wagen 7871
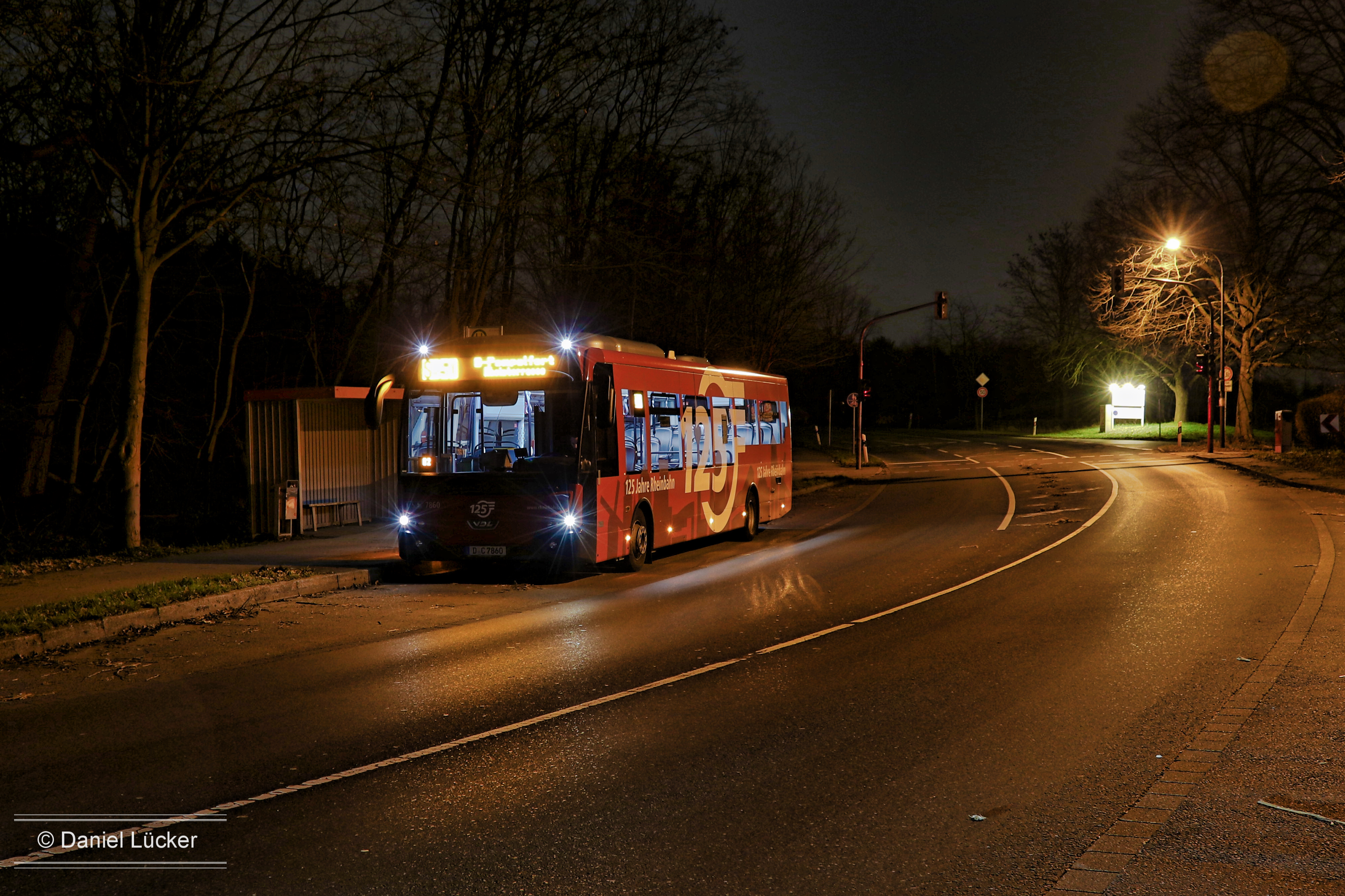
Wagen 7860

## Unternehmen
Die Hauptverwaltung befindet sich seit 2017 im Gebäude Lierenfelder Straße 42 in 40231 Düsseldorf in unmittelbarer Nachbarschaft zum Betriebshof Lierenfeld.

### Beteiligungen
Die Rheinbahn AG ist mit mindestens 20 Prozent am Kapital folgender Unternehmen beteiligt:
- Reisedienst Maaßen GmbH in Düsseldorf zu 100 Prozent
- Rhein-Bus Verkehrsbetrieb GmbH in Düsseldorf zu 49 Prozent; weiterer Anteilseigner: Transdev GmbH
- ELBA Omnibusreisen GmbH in Düsseldorf zu 25 Prozent; weitere Anteilseigner: Stadtwerke Solingen, Wuppertaler Stadtwerke und Stadtwerke Remscheid
- DWG Wohnen GmbH zu 24,9 Prozent

Durch ihre Beteiligung an der trans regio Deutsche Regionalbahn GmbH war die Rheinbahn einige Zeit auch im Regionalverkehrsgeschäft tätig. Am 30. Juni 2011 beschloss der Aufsichtsrat jedoch den Verkauf der Geschäftsanteile an der Trans Regio in Höhe von 24,9 % an die EuRailCo GmbH, ein Tochterunternehmen des französischen Unternehmens Transdev GmbH. Nach eigener Aussage ging die Rheinbahn diesen Schritt, da sie im Zuge der neuen EU-Verordnung 1370/2007 die Möglichkeit der Direktvergabe nutzen möchte. Im Rahmen dieser Regelung sind Aktivitäten außerhalb des klassischen Bedienungsgebiets nicht vorgesehen.

### Trivia
Für den Düsseldorfer Karneval ist 2010 unter Mitwirkung einiger Mitarbeiter ein unternehmensbezogenes Stimmungslied entstanden.
Aufgrund einer fehlenden Klausel in den Arbeitsverträgen muss das Unternehmen 37 Beschäftigten ihr Gehalt bis zum Lebensende zahlen.

## Schienenverkehr

### Straßenbahn
Die Geschichte der Düsseldorfer Straßenbahn begann im Jahr 1876, als die erste Pferdebahn in der Stadt in Betrieb genommen wurde. Die Rheinbahn betrieb das zwischen 1896 und 1900 elektrifizierte städtische Straßenbahnnetz aber noch nicht, sondern nahm am 15. Dezember 1898 zwischen Krefeld und zunächst dem Ratinger Tor in Düsseldorf die später als K-Bahn bezeichnete Strecke in Betrieb. Diese Strecke wurde 1901 um Zweigstrecken nach Uerdingen (1911 bis Moers) und nach Neuss sowie eine Verbindungsstrecke von Neuss durch Büderich zum Forsthaus Meer ergänzt. Ab dem 26. September 1911 pachtete und betrieb die Rheinbahn auch das Benrather Straßenbahnnetz mit Linien von Benrath nach Oberbilk, Vohwinkel und Ohligs. Erst seit dem 15. September 1920 betreibt die Rheinbahn alle Straßenbahn- und später auch Stadtbahnlinien in Düsseldorf und Umgebung.
In den 1950er Jahren verringerte sich Zahl der beförderten Fahrgäste wegen der Zunahme des Individualverkehrs deutlich. Dennoch wurde nicht wie in vielen anderen Städten die Anzahl der Linien reduziert oder sogar der Betrieb der Straßenbahn ganz eingestellt. Zwischen 1914 und 1988 gab es im Stadtgebiet immer 14 bis 17 Linien, auf denen außerhalb der Hauptverkehrszeit Straßenbahnen verkehrten. Erst nach Inbetriebnahme des Innenstadttunnels wurden Straßenbahnlinien sukzessive durch Stadtbahnlinien ersetzt. Deshalb gibt es seit Inbetriebnahme der Wehrhahn-Linie im Februar 2016 in Düsseldorf nur noch sieben Straßenbahnlinien. Seit 2012 werden im Linienbetrieb ausschließlich Straßenbahnen in Niederflurtechnik eingesetzt.

### Stadtbahn
Die Rheinbahn betreibt in Düsseldorf zehn teilweise im Tunnel verlaufende Stadtbahnlinien. Der U-Bahn-Bau begann Mitte der 1970er Jahre. Der erste Tunnel unter dem Hofgarten und der Kaiser- und Fischerstraße einschließlich zweier U-Bahnhöfe ging 1981 in Betrieb. 1988 wurde der gesamte Stadt- bzw. Straßenbahnverkehr zwischen Altstadt und Hauptbahnhof unter die Erde verlegt. Der viergleisige Innenstadttunnel mit den U-Bahnhöfen Heinrich-Heine-Allee, Steinstraße/Königsallee, Oststraße und Düsseldorf Hbf wurde eröffnet. Er wurde 1993 östlich des Hauptbahnhofs in Richtung Eller mit zwei U-Bahnhöfen und 2002 unter Oberbilk mit drei U-Bahnhöfen verlängert. Seit dem 21. Februar 2016 ist der Tunnel zwischen den S-Bahnhöfen Wehrhahn und Bilk mit sechs weiteren U-Bahnhöfen in Betrieb. Durch ihn verkehren die vier Stadtbahnlinien der sogenannten Wehrhahn-Linie. Bis zur Einführung des "RheinTakts" am 7. Januar 2024 wurde nicht mehr viel gebaut. Die Linie U74 wurde schließlich nach mehr als 30 Jahren im Betrieb eingestellt und in die U76 integriert.
| Linie | Linienverlauf | Takt (mo–fr/sa/so) |
| ----- | --- | ------------------ |
| U 70  | KR-Rheinstraße – Krefeld Hbf – Meerbusch, Haus Meer – Lörick – Oberkassel, Belsenplatz – Tonhalle/Ehrenhof – Altstadt, Heinrich-Heine-Allee – Steinstraße/Königsallee – Düsseldorf Hbf – Handelszentrum/Moskauer Straße                                                                       | nur HVZ            |
| U 71  | D-Rath – Heinrichstraße – D-Wehrhahn – Schadowstraße – Altstadt, Heinrich-Heine-Allee – D-Bilk – Aachener Platz – Volmerswerth, Hellriegelstraße | 20/20/30           |
| U 72  | Ratingen Mitte – Ratingen, Europaplatz – Oberrath – Grafenberg, Schlüterstraße/Arbeitsagentur – D-Wehrhahn – Schadowstraße – Altstadt, Heinrich-Heine-Allee – D-Bilk – Universität Nord – Südpark – Holthausen – Schloss Benrath – D-Benrath – Benrath, Betriebshof                           | 10/10/15           |
| U 73  | D-Gerresheim – Gerresheim, Rathaus – Auf der Hardt/LVR-Klinikum – Grafenberg, Staufenplatz – D-Wehrhahn – Schadowstraße – Altstadt, Heinrich-Heine-Allee – D-Bilk – Universität Nord – Universität Ost/Botanischer Garten                                                                     | 10/10/15           |
| U 75  | Neuss Hbf – NE-Am Kaiser – Heerdt, Handweiser – Oberkassel, Belseplatz – Tonhalle/Ehrenhof – Altstadt, Heinrich-Heine-Allee – Steinstraße/Königsallee – Düsseldorf Hbf – Lierenfeld, Schlesische Straße – D-Eller Mitte – Eller, Vennhauser Allee                                             | 10/10/15           |
| U 76  | KR-Rheinstraße – Krefeld Hbf – Meerbusch, Haus Meer – Lörick – Oberkassel, Belsenplatz – Tonhalle/Ehrenhof – Altstadt, Heinrich-Heine-Allee – Steinstraße/Königsallee – Düsseldorf Hbf – Oberbilker Markt/Warschauer Straße – D-Oberbilk – Provinzialplatz – Holthausen                       | 10/10/15           |
| U 77  | Lörick, Am Seestern – Oberkassel, Belsenplatz – Tonhalle/Ehrenhof – Altstadt, Heinrich-Heine-Allee – Steinstraße/Königsallee – Düsseldorf Hbf – Lierenfeld, Betriebshof | 10/10/–            |
| U 78  | MERKUR Spielarena/Messe Nord – Golzheim, Nordpark/Aquazoo – ERGO-Platz/Klever Straße – Altstadt, Heinrich-Heine-Allee – Steinstraße/Königsallee – Düsseldorf Hbf | 10/10/15           |
| U 79  | DU-Meiderich Bf – Duissern – Duisburg Hbf – König-Heinrich-Platz – D-Wittlaer – Messe Ost/Stockumer Kirchstraße – ERGO-Platz/Klever Straße – Altstadt, Heinrich-Heine-Allee – Düsseldorf Hbf – Oberbilker Markt/Warschauer Straße – D-Oberbilk – Südpark – Universität Ost/Botanischer Garten | 10/10/15           |
| U 83  | Gerresheim, Krankenhaus – Auf der Hardt/LVR-Klinikum – Grafenberg, Staufenplatz – D-Wehrhahn – Schadowstraße – Altstadt, Heinrich-Heine-Allee – D-Bilk – Aachener Platz – Volmerswerth, Hellriegelstraße                                                                                      | 20/20/30           |

### Fahrzeuge

#### Straßenbahnwagen

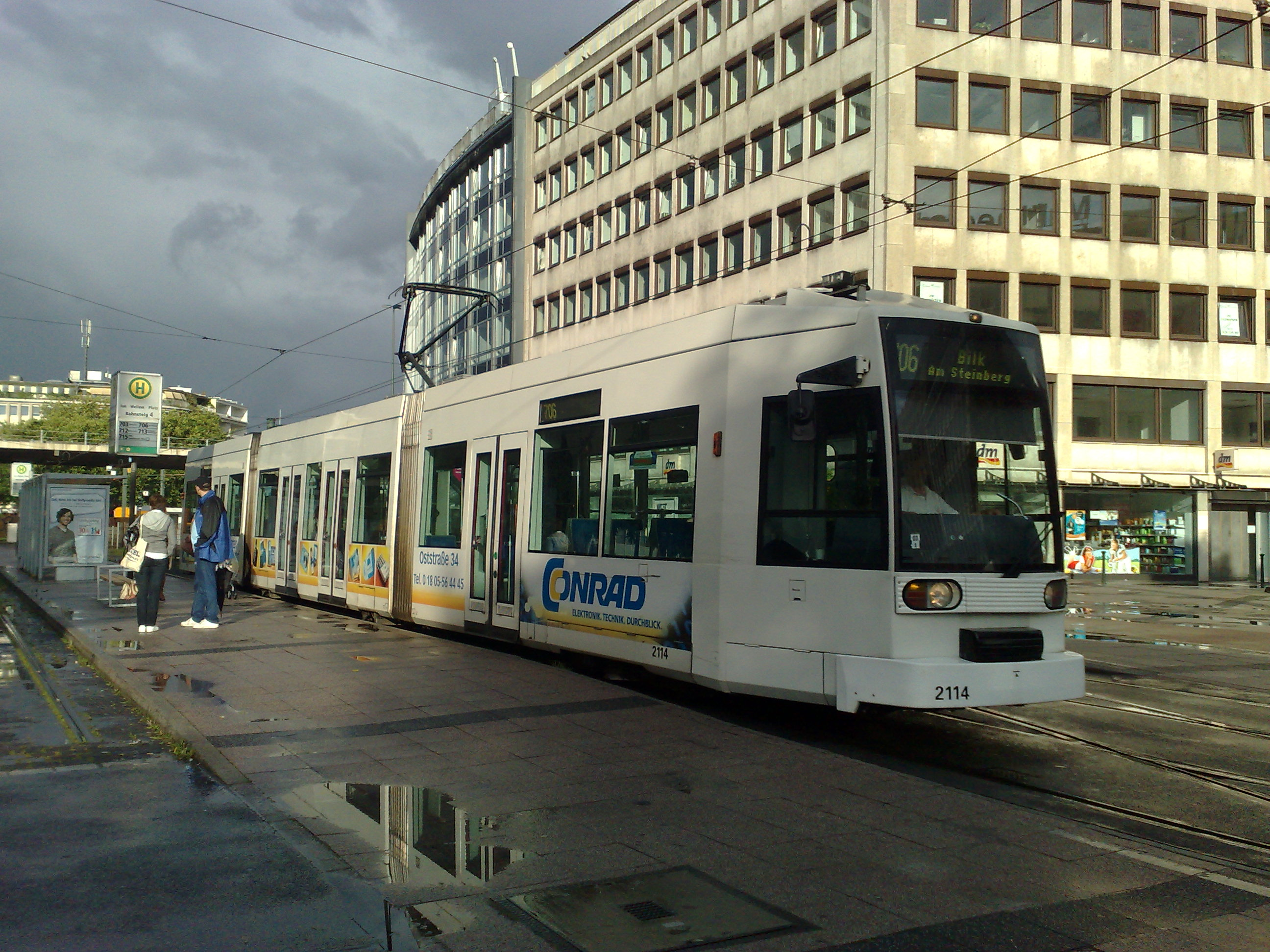
Niederflurwagen „NF6“ (21er Wagennummern) der Rheinbahn, Düsseldorf, einer der ersten Niederflurwagen im Fahrgastbetrieb
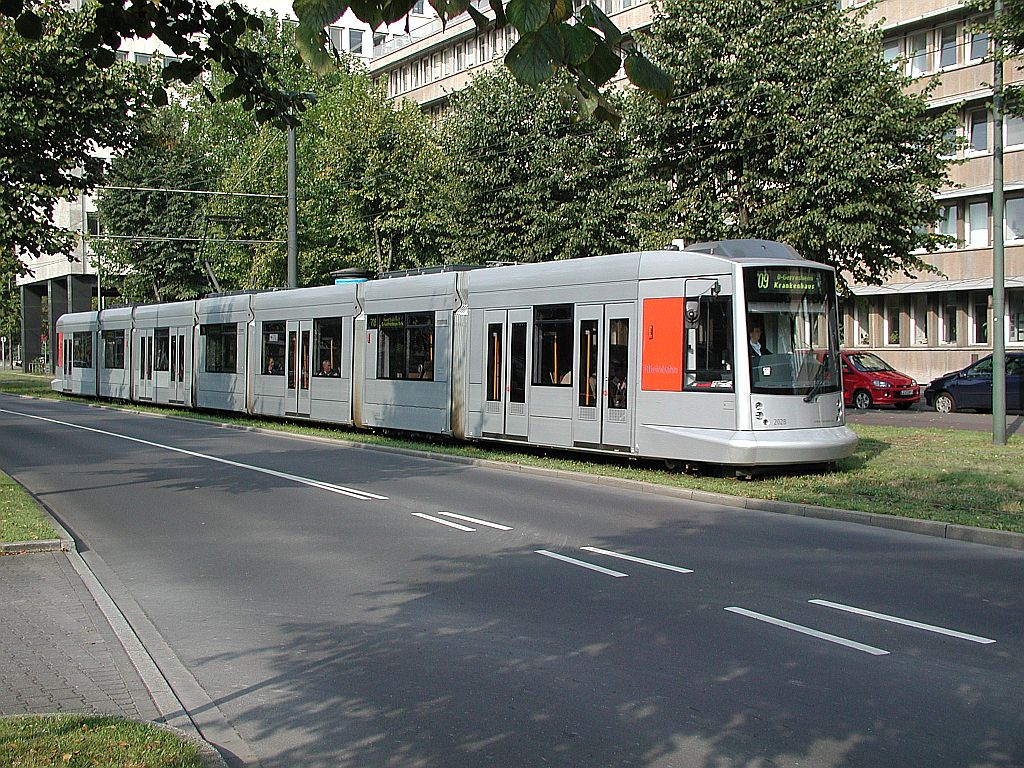
Niederflur-Straßenbahnwagen der Rheinbahn des Typs NF10 (20er Wagennummern)
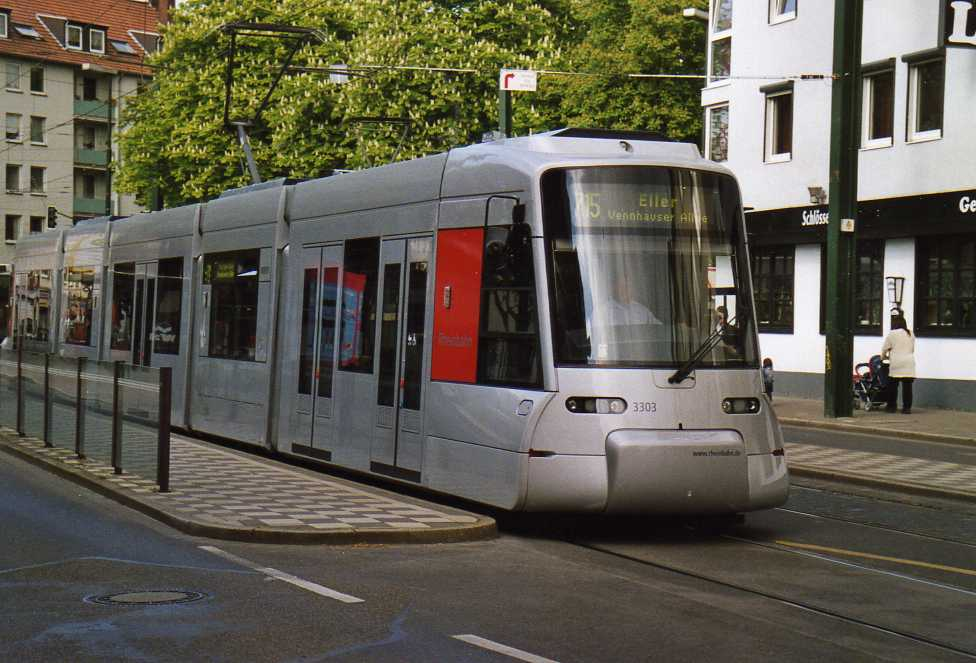
Niederflur-Stadtbahnwagen des Typs NF8U (33er Wagennummern); Fahrzeuge dieses Typs fahren seit Anfang 2017 auf der neuerbauten Wehrhahnlinie „Heck an Heck“ gekuppelt.
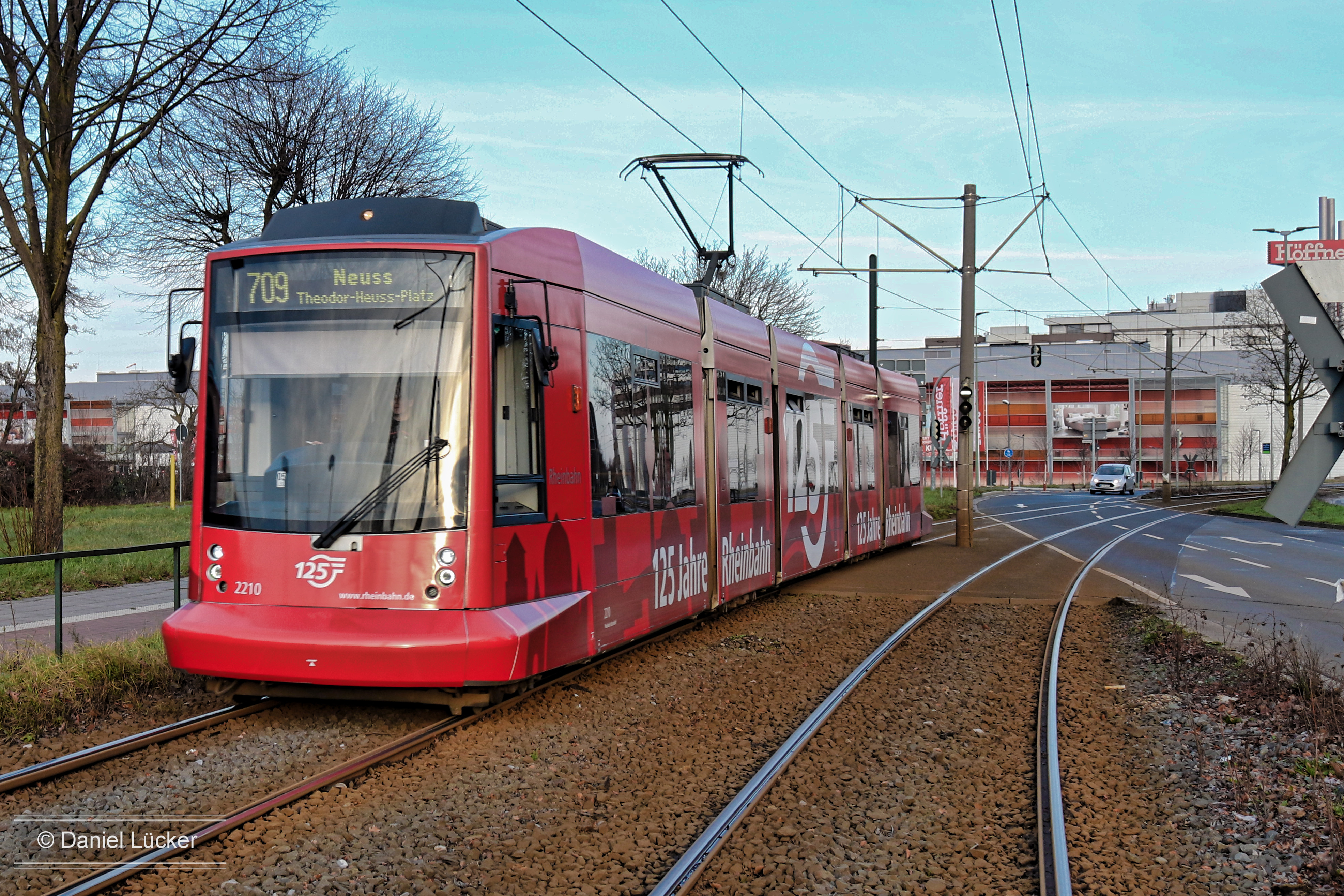
Niederflurwagen des Typs NF8 (22er Wagennummern)

#### Stadtbahnwagen

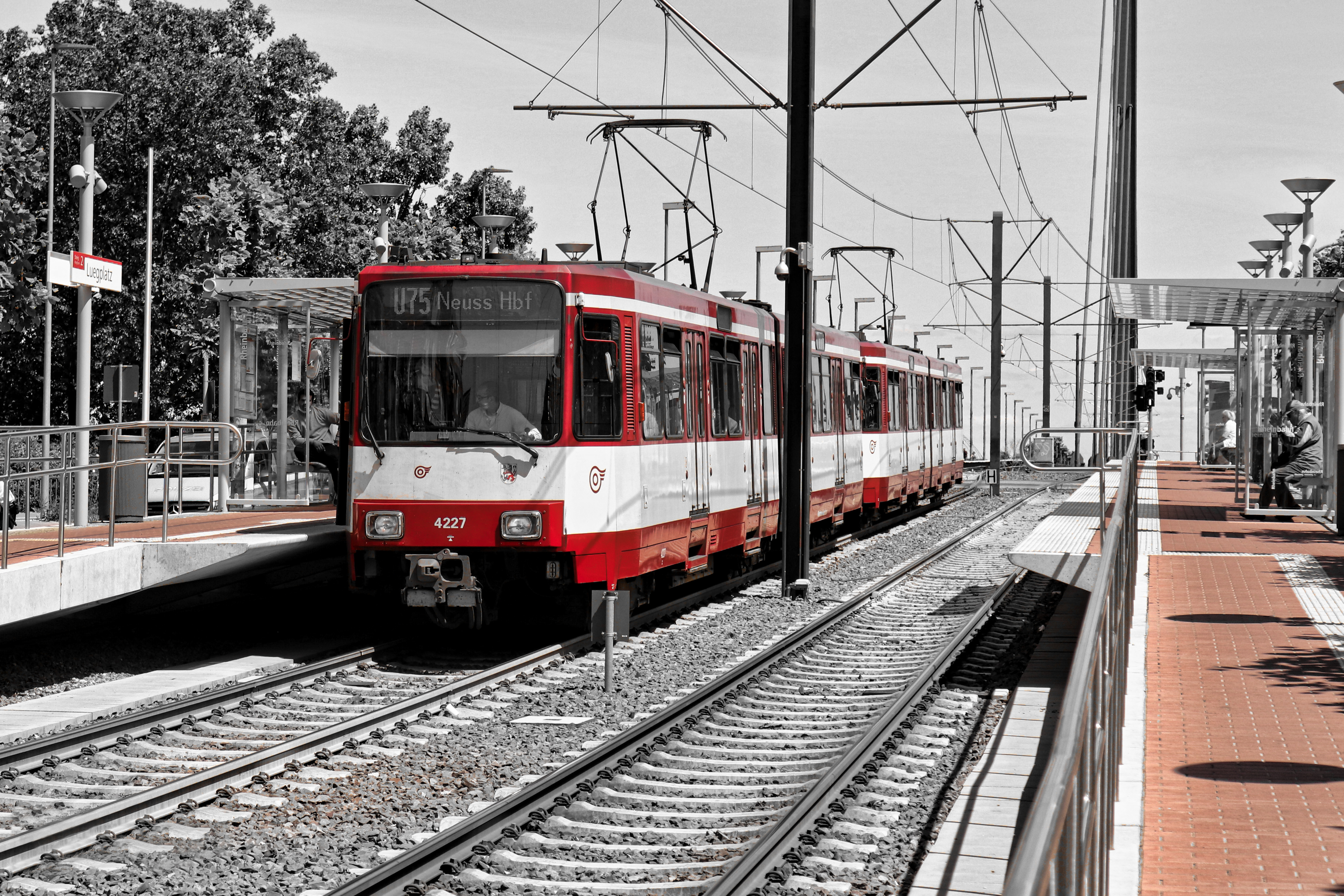
Stadtbahnwagen Typ B80D Aluminiumbauweise (42er Wagennummern), hier der Wagen 4227 als U 75 am Luegplatz in Richtung Neuss Hbf

## Busverkehr
Seit 1924 setzt die Rheinbahn auch Linienbusse ein. Neben den Stadtbus-Linien, die das Düsseldorfer Straßenbahnnetz ergänzten und fast immer innerhalb des Stadtgebietes verliefen, gab es Fernlinien, die Verbindungen zwischen Düsseldorf und anderen Städten herstellten oder innerhalb des Kreises Mettmann verliefen. Letztere wurden insbesondere als Ersatz für eingestellte Straßenbahn-Fernlinien eingerichtet. Ihr Betrieb ist mit dem heutigen Regionalbusverkehr vergleichbar. Mit der Einführung des VRR-Tarifes 1980 fiel diese Zweiteilung des Busnetzes weg. Später erfolgte wieder eine Differenzierung der Buslinien nach Marken, die jeweils bestimmte Kriterien erfüllen und in den nachfolgenden Abschnitten auch getrennt beschrieben werden.
Die Rheinbahn bedient ihre Buslinien heute von den Betriebshöfen in Düsseldorf-Benrath (B), Düsseldorf-Lierenfeld (L), Düsseldorf-Heerdt (H), Ratingen-Tiefenbroich (T) und Mettmann (M). Die Metrobuslinien werden ausschließlich aus D-Lierenfeld bedient. Die Linie SB19 wird nur von Fahrzeugen der Subunternehmen bedient.

### Metrobus
Seit dem 29. August 2018 gibt es bei der Rheinbahn drei Metrobus-Linien. Sie verkehren seit dem 7. Januar 2024 alle 20 Minuten montags bis freitags von etwa 6:00 bis 20:30 Uhr und die Linie M3 auch samstags von etwa 9:00 bis 20:30 Uhr. Metrobusse halten nur an den wichtigsten Haltestellen. So werden kürzere Fahrzeiten zwischen Hauptknotenpunkten möglich. Die Führung der Linien bietet neue zusätzliche Netzverbindungen, schafft schnelle Querverbindungen zwischen den Stadt- und Straßenbahnen und entlastet zugleich die am meisten frequentierten Buslinien. Um die Pünktlichkeit zu gewährleisten, wurden 23 Maßnahmen zur Beschleunigung – wie die Einrichtung von Busspuren oder Verbesserung von Ampelschaltungen – realisiert.
| Linie | Linienweg / Takt / Anmerkungen |
| ----- | --- |
| M 1   | Stockum, Freiligrathplatz – Falkenweg – Unterrath, Eckenerstraße – D-Unterrath – D-Rath Mitte – Rather Broich – Grafenberg, Staufenplatz – Gerresheim, Torfbruchstraße – D-Gerresheim – Knuppertsbrück – Vennhausen, Siedlung Freiheit – D-Eller – Eller, Vennhauser Allee – Am Schönenkamp – D-Reisholz – Benrath, Forststraße – Urdenbacher Allee – D-Benrath keine weiteren Haltestellen; Mo–Fr 7–21 Uhr alle 20 min |
| M 2   | Heerdt, Nikolaus-Knopp-Platz – Ferdinand-Braun-Platz – Prinzenallee – Lörick, Am Seestern – Golzheim, Theodor-Heuss-Brücke – Nordfriedhof – Derendorf, Johannstraße – Mörsenbroich, Heinrichstraße – Mörsenbroicher Weg – Grafenberg, Staufenplatz keine weiteren Haltestellen; Mo–Fr 7–21 Uhr alle 20 min |
| M 3   | Lörick, Am Seestern – Niederkasseler Kirchweg – Oberkassel, Belsenplatz – Jugendherberge – Landtag/Kniebrücke – Kirchplatz – D-Bilk ← Bilk, Moorenstraße – Universität Mitte – Universität Südost – Münchener Straße – Itter, Friedhof – Holthausen – Niederheider Straße – D-Reisholz keine weiteren Haltestellen; Mo–Fr 7–21 Uhr und Sa 9–21 Uhr alle 20 min                                                          |

### Schnellbus
Schnellbuslinien sollen Städte in kurzer Fahrzeit miteinander verbinden, wenn dies durch schienengebundenen Schnellverkehr (RegionalExpress, Regionalbahn, S-Bahn oder Stadtbahn) nicht möglich ist. Schnellbusse nutzen deshalb Autobahnen und Kraftfahrstraßen und halten in größeren Abständen als Stadtbuslinien. Die erste Schnellbuslinie, die von Düsseldorf ausging (SB86), führte über Kaarst nach Viersen, wurde aber von der BVR Busverkehr Rheinland GmbH betrieben. Inzwischen betreibt auch die Rheinbahn sechs Schnellbuslinien in Eigenregie. Hinzu kommt der Gemeinschaftsbetrieb mit anderen Verkehrsunternehmen auf drei weiteren Linien.

| Linie | Linienweg | Bemerkung                                                                            | Takt mo–fr/sa/so | Betriebshof                        |
| ----- | --- | ------------------------------------------------------------------------------------ | ---------------- | ---------------------------------- |
| SB 19 | Essen Hbf – Werdener Markt – Am Schwarzen – Velbert ZOB (– Velbert Am Berg – Heiligenhaus Rathaus) | zusammen DB Busverkehr Rheinland                                                     | 30/30/–          | BVR, Unternehmer                   |
| SB 50 | Rheinterrasse – Heinrich-Heine-Allee – Berliner Allee – Uni-Kliniken – Werstener Dorfstraße – Haan, Kellertor – Dieker Straße – Windhövel – Haan, Markt – Haan, Nachbarsberg                                                |                                                                                      | 20/30/60         | B, M, Unternehmer                  |
| SB 51 | Flughafen Bahnhof – Lichtenbroich Quartier (n) – Flughafen Terminal A/B/C – Nordfriedhof – Theodor-Heuss-Brücke – Meerbusch-Büderich, Landsknecht – Büderich, Kirche – Kaarst, Broicherseite – Neusser Straße – Kaarster Bf | mo-fr zwischen 10 und 14 Uhr nur alle 30 min                                         | 20-30/30/60      | H, T, Unternehmer                  |
| SB 52 | Meerbusch-Osterath Bf – Hoterheide – Strümp, Kirche – Meerbusch, Schillerstraße – D-Plüschowstraße – Freiligrathplatz – Messe Ost/Stockumer Kirchstraße – D-Nordpark/Aquazoo                                                | mo–fr zwischen 10 und 14 Uhr nur alle 30 min                                         | 20-30/60/–       | H, Unternehmer                     |
| SB 53 | D-Südpark – Universität – Neuss, Stüttgen – Neuss-Allerheiligen – Rosellen, Brunnenstr. – Hoisten, Schleife – Weckhoven, Lindenplatz – Reuschenberg, Südpark – Neuss-Pomona, Moselstraße/Stadtwerke                         | HVZ alle 30 min, zusammen mit Stadtwerke Neuss                                       | 30-60/–/–        | L, Unternehmer, Neusser Stadtwerke |
| SB 55 | Düsseldorf Hbf – Oststraße – Jacobistraße – Münsterstraße/Feuerwache – Derendorf – Heinrichstraße – Lintorf, Rathaus – Am Löken – Lintorf, Siemensstraße                                                                    | Linienabschnitt zum Motor-Hotel wurde am 8. Januar 2012 von der Linie O16 übernommen | 20-60/60/–       | L, T, Unternehmer                  |
| SB 57 | D-Südpark – Universität – Garath , Ostseite – Hellerhof – D-Eichsfelder Straße – Langenfeld, Fuhrkamp – Langenfeld, Turnerstraße                                                                                            |                                                                                      | 20/–/–           | L, Unternehmer                     |
| SB 59 | D-Benrath – Merkur Spielbank Monheim – Monheim Mitte – Kulturzentrum – Creative Campus – Monheim LWZ – Monheim Mona Mare – Langenfeld                                                                                       | zusammen mit Bahnen der Stadt Monheim                                                | 20/–/–           | Bahnen Monheim, Unternehmer        |
| SB 68 | Mettmann, Käthe-Kollwitz-Ring – Posener Straße – Mettmann, Jubiläumsplatz – Mettmann, Stadtwald – Mettmann, Kölnische Straße – Wuppertal-Hahnenfurth – Dornap, Postamt – Wieden, Schleife – Wuppertal Hbf                   |                                                                                      | 60/–/–           | M                                  |

### Stadtbus
Die folgende Tabelle beschreibt das Stadtbus-Angebot der Rheinbahn für Düsseldorf und die umliegenden Städte

| Linie | Linienweg | Bemerkung | Takt mo–fr/sa/so                                | Betriebshof                                          |
| ----- | --- | --- | ----------------------------------------------- | ---------------------------------------------------- |
| 169   | Essen-Margarethenhöhe – Essen-Bredeney – Essen-Werden – Heidhauser Platz – Velbert ZOB | zusammen mit Ruhrbahn | 20/30/30 (Bredeney – Heidhauser Platz 10/15/15) | M, Ruhrbahn                                          |
| 721   | Gothaer Weg – Schlesische Straße – Ellerstraße – Düsseldorf Hbf – Pempelforter Straße – Nordfriedhof – Flughafen Terminal A/B/C | Sonntags in Kombination mit Linie 722 | 20/20/15                                        | L, Unternehmer                                       |
| 722   | Vennhauser Allee – D-Eller – Posener Straße – Schlesische Straße – Ellerstraße – Düsseldorf Hbf – Pempelforter Straße – Schloss Jägerhof -ERGO-Platz/Klever Straße – Nordfriedhof – Stadthalle                                                   | Abends und als Nachtverkehr nur Vennhauser Allee – Schlesische Straße; sonntags ab Adlerstraße weiter als Linie 721 zum Flughafen; bei Messen sonntags zusätzlich alle 30 Min D-Hbf – Stadthalle | 20/20/30                                        | L, Unternehmer                                       |
| 723   | Plange Mühle – Bilker Kirche – Südfriedhof – Aachener Platz – Uni-Kliniken – (Südpark–) Werstener Dorfstraße – D-Eller Mitte | Am Wochenende Südpark – Hafen nur im Stundentakt | 30/30/30                                        | L, Unternehmer                                       |
| 724   | Am Farnacker – Sportpark Niederheid – Holthausen – IKEA Reisholz – D-Eller Süd – D-Eller Mitte – Schlesische Straße – Posener Straße – Dreherstraße – Gerresheim, Waldfriedhof                                                                   | Sportpark Niederheid – Am Farnacker nur mo–fr und sa bis 14 Uhr; zur HVZ teilweise über Industriepark Niederheid                                                                                 | 20/20/30                                        | L, Unternehmer                                       |
| 725   | Gerresheim, Krankenhaus – Gerresheim, Rathaus – Schlüterstraße/Arbeitsagentur – D-Zoo | | 30/30/30                                        | L, Unternehmer                                       |
| 726   | Volmerswerther Deich – Flehe – Aachener Platz – D-Völklinger Straße – Medienhafen – Rheinturm – Franziusstraße – Landtag/Kniebrücke – Maxplatz                                                                                                   | Elektrobus-Einsatz; mo-fr morgens nur bis Franziusstraße | 30/30/30                                        | H                                                    |
| 727   | Südpark - Werstener Dorfstraße - IKEA, Haupteingang - Reisholz S | Zubringer zu IKEA Düsseldorf | 20/30/–                                         | B                                                    |
| 728   | Klemensplatz – Schloss Kalkum – Angeraue (– Duisburg-Rahm, Kloster – Duisburg-Rahm ) | D-Angeraue – DU-Rahm nur zur HVZ, sa und so nur einzelne Fahrten | 20-30/30/30                                     | T, Unternehmer                                       |
| 729   | Theodor-Heuss-Brücke – Nordfriedhof – Johannstraße – D-Unterrath – Flughafen Bahnhof | | 20/30/30                                        | L, T, Unternehmer                                    |
| 730   | Josef-Kürten-Platz – D-Benrath – Hassels, Kirche – D-Reisholz – Vennhauser Allee – D-Eller – D-Gerresheim – Staufenplatz – Mörsenbroicher Weg – D-Rath Mitte – D-Unterrath – Freiligrathplatz                                                    | Abschnitt Benrath S – Urdenbach 20/20/30; verkehrt bei Messen und Veranstaltungen in der Arena weiter bis Messe Nord                                                                             | 10/10/15                                        | B, L, T, Unternehmer                                 |
| 731   | Südpark – Himmelgeister Straße – Ickerswarder Straße – D-Eller Süd – Vennhauser Allee – Am Pflanzkamp | fährt abends und am Wochenende in Wersten West über den Linienweg der Linie 735 | 20/30/30                                        | L, Unternehmer                                       |
| 732   | Vennhauser Allee – D-Eller Süd – Bingener Weg – Oberbilker Markt/Warschauer Straße – Düsseldorf Hbf – Kirchplatz – Polizeipräsidium – Rheinturm – Medienhafen, Kesselstraße – D-Hamm – Lausward                                                  | Kirchplatz – Hafen teilweise nur alle 20 bis 30 Minuten, Franziusstraße – Lausward sonntags nur einzelne Fahrten                                                                                 | 10/10/15                                        | L, Unternehmer                                       |
| 733   | St. Vinzenz-Krankenhaus – D-Derendorf – Heinrichstraße – Schlüterstraße / Arbeitsagentur – Gerresheim, Rathaus – Gerresheim Krankenhaus – Am Püttkamp                                                                                            | | 20/20/30                                        | L, M, Unternehmer                                    |
| 734   | Lierenfelder Straße – Ronsdorfer Straße – Höherweg – Morper Straße – Erkrath, Haus Morp – Erkrath | | 60/60/60                                        | M, Unternehmer                                       |
| 735   | Südpark – Universität – Ickerswarder Straße – D-Eller Süd – Vennhauser Allee – D-Eller – Unterbacher See Nord – Erkrath, Neuenhausplatz | Am Wochenende nur zwischen Vennhauser Allee und Erkrath | 20/30/60                                        | L, Unternehmer                                       |
| 736   | Kirchplatz – Bilker Allee – D-Friedrichstadt – Oberbilker Markt/Warschauer Straße – Ronsdorfer Straße – Posener Straße – D-Eller (– Gerresheim, Morper Straße)                                                                                   | alle 60 Min nach Eller, alle 20/40 Min nach Gerresheim; Am Wochenende nur bis Eller S | 20/60/60                                        | L, Unternehmer                                       |
| 737   | Düsseldorf Hbf – Oststraße – Pempelforter Straße – D-Wehrhahn – Schönaustraße – D-Gerresheim – Unterbach, Kirche – Erkrath, Neuenhausplatz | | 20/20/30                                        | B, L, Unternehmer                                    |
| 738   | Düsseldorf Hbf – Elisabethkirche – Kettwiger Straße – Höherweg – Fortunaplatz – Gerresheim Krankenhaus – Rotthäuser Weg – Hubbelrath – Mettmann Zentrum – ME-Jubiläumsplatz                                                                      | D‘dorf Hbf-Dreherstraße 10/10/15 Dreherstraße-Hubbelrath 10-20/20/30 Hubbelrath -Mettmann 20/60/60                                                                                               | 10/10/15                                        | L, M, Unternehmer                                    |
| 741   | Mettmann, Kaldenberger Weg – Jubiläumsplatz – Mettmann Zentrum – Neandertal – Hochdahl – Hochdahler Markt – Hilden, Gabelung – Hilden Süd – Südfriedhof                                                                                          | | 20/30/60                                        | B, M, Unternehmer                                    |
| 742   | Haan, Carl-Barth-Straße – Thienhaus – Markt – Haan Gruiten – Gruiten, Dorf – Mettmann, Potherbruch – Mettmann Stadtwald – ME-Jubiläumsplatz | HVZ alle 20 Min; abends nicht über Gruiten, Dorf | 20-60/60/60                                     | M, Unternehmer                                       |
| 743   | Erkrath – Stadthalle – Neanderthal Museum – Mettmann Zentrum – Jubiläumsplatz – ME-Seibelstraße | | 60/60/60                                        | M, Unternehmer                                       |
| 745   | Mettmann, Käthe-Kollwitz-Ring – (Jubiläumsplatz –) Mettmann Stadtwald – Kölnische Straße – Wuppertal Hahnenfurth – Dornap, Postamt – Wieden, Schleife – Wuppertal Vohwinkel Bf – W-Vohwinkel Schwebebahn                                         | HVZ alle 30 Min, sonntags nur zwischen Stadtwald S und Vohwinkel Schwebebahn, einzelne Fahrten bis Jubiläumsplatz                                                                                | 30-60/60/60                                     | M, Unternehmer                                       |
| 746   | Mettmann Stadtwald – Jubiläumsplatz – Seibelstraße – Wülfrath, Stadtmitte – Rathaus – Velbert, Tönisheide Mitte – Willy-Brandt-Platz – Velbert ZOB                                                                                               | | 20/30/30                                        | M, Unternehmer                                       |
| 747   | Velbert, Putschenholz – Willy-Brandt-Platz – Velbert ZOB – Hülsenbusch – Wülfrath, Flandersbach – Stadtmitte –Sporthalle | zusammen mit DB Busverkehr Rheinland am Wochenende ausschließlich Bedienung durch DB Busverkehr Rheinland; am Wochenende nur bis Wülfrath, Stadtmitte                                            | 30/60/60                                        | M, BVR, Unternehmer                                  |
| 748   | ME-Jubiläumsplatz – Benthausen – Ratingen, Kirchfeldstraße – Homberg, Dorfstraße – Mettmann, Oberschwarzbach – Fliethe – Wülfrath, Stadtmitte | | 60/60/60                                        | M, Unternehmer                                       |
| 749   | Kaiserswerth, Klemensplatz – Schloss Kalkum – Ratingen, Kaiserswerther Straße – Stadion – Ratingen Mitte – Ratingen Ost – Ratingen, Formerstraße – Mettmann, Hassel – Jubiläumsplatz – Mettmann Zentrum – Mettmann Stadtwald                     | Während der HVZ Düsseldorf – Ratingen, Formerstraße alle 20 Min. | 20-60/60/60                                     | M, T, Unternehmer                                    |
| 751   | Kaiserswerth, Klemensplatz – Schloss Kalkum – D-Angermund – Ratingen, Am Kreuz – Lintorf, Rathaus – Ratingen Hösel | nur einzelne Fahrten bis Klemensplatz | 20/30/60                                        | T, Unternehmer                                       |
| 752   | Düsseldorf Hbf – Oststraße – Münsterstraße / Feuerwache – D-Derendorf – Heinrichstraße – Neu-Lichtenbroich – Ratingen, Breslauer Straße – Lintorf, Rathaus – Mülheim, Stooter Straße – Schloss Broich – Stadtmitte – Mülheim Hbf                 | zur HVZ D-Heinrichstraße – Ratingen-Lintorf ohne Halt über die Autobahn A52; zusammen mit Ruhrbahn                                                                                               | 60/60/60                                        | L, T, Unternehmer                                    |
| 753   | Ratingen Mitte – Blauer See – Kahlenbergsweg – Mülheim, Stooter Straße – Mülheim Alte Straße | seit dem 7. August 2023 (Fahrplanwechsel Ruhrbahn) nur noch bis Mülheim Alte Straße; zusammen mit Ruhrbahn                                                                                       | 60/60/60                                        | Ruhrbahn, Unternehmer                                |
| 754   | Düsseldorf Hbf – Oststraße – Münsterstraße / Feuerwache – D-Derendorf – Heinrichstraße – Neu-Lichtenbroich – Ratingen, Breslauer Straße – Lintorf, Rathaus – Siemensstraße                                                                       | HVZ alle 20 Min | 20-60/60/60                                     | L, T, Unternehmer                                    |
| 756   | Theodor-Heuss-Brücke – Nordfriedhof – Bankstraße – Münsterstraße/Feuerwache – St.-Vinzenz-Krankenhaus – D-Derendorf – Heinrichstraße – Ratingen, Dieselstraße – Tiefenbroich, Friedhof                                                           | verkehrt nur morgens | 20/–/–                                          | T, Unternehmer                                       |
| 757   | Ratingen Ost – Freiligrathring – Ratingen Mitte – Stadion – Gerhart-Hauptmann-Straße – Kaiserswerther Straße – Dieselstraße – DOME/Am Hülserhof – D-Unterrath                                                                                    | Bis Januar 2018 bis ISS Dome | 20/30/60                                        | T, Unternehmer                                       |
| 758   | Theodor-Heuss-Brücke – Nordfriedhof – Bankstraße – Münsterstraße/Feuerwache – St.-Vinzenz-Krankenhaus – D-Derendorf – Heinrichstraße – Ratingen, Dieselstraße – Tiefenbroich, Friedhof                                                           | verkehrt nur nachmittags | 20/–/–                                          | T, Unternehmer                                       |
| 759   | Flughafen Bahnhof – Ratingen, Gothaer Straße – Dieselstraße – Breslauer Straße – Europaring – Ratingen Ost | Abschnitt Ratingen, Gothaer Str. – Flughafen Bf 10-20/30/30 | 10/15/30                                        | T, Unternehmer                                       |
| 760   | Düsseldorf, Roßpfad – Wittlaer – Schloss Kalkum – Klemensplatz – Lohausen, Kirche – Freiligrathplatz (– Nordpark/Aquazoo) – Flughafen Terminal A/B/C – D-Unterrath – Neu-Lichtenbroich – Ratingen, Gothaer Straße – Ratingen West – Ratingen Ost | Sonntags teilweise ab Gothaer Straße weiter als Linie 759 bis Ratingen Ost S | 20-30/30/30                                     | L (nur Freiligrathplatz ↔ Nagelsweg), T, Unternehmer |
| 761   | Ratingen Mitte – Schmiedestraße – Ratingen Ost – Waldfriedhof – Homberg, Dorfstraße – Kirchfeldstraße | verkehrt in den Taktlücken des 771 und als Schülerverstärker | Mo–Sa unregelmäßig, So alle 60 Minuten          | M, T, Unternehmer                                    |
| 770   | Velbert ZOB – Zur Sonnenblume – Heiligenhaus, Hetterscheid – Rathaus → Mahnmal ← Unterstadt ← Unterilp – Ratingen Hösel | zusammen mit Busverkehr Rheinland | 20/30/30                                        | M, T, BVR, Unternehmer                               |
| 771   | Velbert ZOB – Zur Sonnenblume – Heiligenhaus, Hetterscheid – Rathaus → Mahnmal ← Unterstadt ← Hofermühle – Homberg, Dorfstraße – Ratingen Ost – Schmiedestraße – Ratingen Mitte                                                                  | zusammen mit Busverkehr Rheinland; HVZ alle 20 Min, Sa Vormittag alle 30 Minuten | 20-60/30-60/60                                  | M, T, BVR, Unternehmer                               |
| 772   | Essen, Kettwiger Markt – Kettwig Stausee – Fachklinik Rhein/Ruhr – Heiligenhaus, Abtsküche – Rathaus → Mahnmal ← Unterstadt ← Oberilp – Unterilp                                                                                                 | Sonntags einige Taktlücken | 60/60/60                                        | M, Unternehmer                                       |
| 773   | Ratingen Mitte – Schmiedestraße – Ratingen Ost – Freiligrathring – Blauer See – Ratingen Hösel | HVZ alle 20 Min | 20-60/60/60                                     | M, T, Unternehmer                                    |
| 774   | Essen, Kettwiger Markt – Heiligenhaus, Zur Quelle – Isenbügel Bf – Oberilp – Unterstadt → Höseler Platz ← (– Ehemannshof) –Abtsküche – Velbert, Klinikum Niederberg                                                                              | Unter der Woche zusätzliche Fahrten bis Ehemannshof | 60/30/60                                        | M, Unternehmer                                       |
| 776   | Flughafen Bahnhof – Neu-Lichtenbroich – Siedlung Kürtenstraße – D-Rath Mitte – Heinrichstraße – Mercedesstraße | HVZ alle 20 Min | 20-60/60/–                                      | T, Unternehmer                                       |
| 777   | Langenfeld, Götsche – Stadtmitte – Marktplatz –Langenfeld-Berghausen – Wasserski – Monheim, Holzweg – Monheim Mitte | Am Wochenende nur einmal pro Stunde bis Götsche, sonst bis Langenfeld Berghausen S; zusammen mit Bahnen der Stadt Monheim                                                                        | 20/20/30                                        | B, Bahnen Monheim                                    |
| 778   | D-Benrath → Urdenbacher Allee → D-Garath , Ostseite → D-Garath , Westseite → Rostocker Straße → Orangerie → D-Benrath | zur HVZ an Schultagen alle 10 Minuten; Nachtverkehr am Wochenende | 10-20/20/30                                     | B, Unternehmer                                       |
| 779   | D-Benrath → Urdenbacher Allee → Orangerie → Rostocker Straße → D-Garath , Westseite → D-Garath , Ostseite → D-Benrath | zur HVZ an Schultagen alle 10 Minuten | 10-20/20/30                                     | B,Unternehmer                                        |
| 780   | Heinrich-Heine-Allee – Berliner Allee – Uni-Kliniken – Werstener Dorfstraße – Erkrath, Neuenhausplatz – Max-Planck-Straße – Hatnitter Straße – Hochdahl, Schulzentrum – Hochdahler Markt                                                         | | 20/30/30                                        | B, M, Unternehmer                                    |
| 781   | (Gerresheim, Krankenhaus – Rathaus – D-Gerresheim – Unterbach, Kirche –) Erkrath, Neuenhausplatz – (Köbener Straße –) Hilden Nord – Grünewald – Gabelung – Hilden Süd – Erika-Siedlung                                                           | nur 8 Fahrten mo–fr bis Gerresheim | 20/15-30/30                                     | B, Unternehmer                                       |
| 782   | Heinrich-Heine-Allee – Berliner Allee – Uni-Kliniken – Werstener Dorfstraße – Hilden, Grünewald – Gabelung – Hilden Süd – Trotzhilden – Solingen Vogelpark – Ohligs, Markt ← Solingen Hbf                                                        | | 20/30/30                                        | B, L, Unternehmer                                    |
| 783   | Solingen Hbf – Ohligs, Markt → Solingen Vogelpark – Trotzhilden – Gabelung – Fritz-Gressard-Platz – Hilden – Kleinhülsen – Dorotheenviertel | | 20-30/30/60                                     | B, Unternehmer                                       |
| 784   | D-Benrath – Hilden – Fritz-Gressard-Platz – Hilden, Gabelung – Haan, Waldfriedhof – Haan – Markt – Rheinische Straße – Wuppertal, Hammerwerk – Vohwinkeler Straße – Vohwinkel, Schwebebahn – Wuppertal Vohwinkel Bahnhof                         | | 20/30/30                                        | B, M,Unternehmer                                     |
| 785   | Heinrich-Heine-Allee – Berliner Allee – Uni-Kliniken – Werstener Dorfstraße – D-Reisholz – Hilden, Hülsen – Westring – Fritz-Gressard-Platz – Hilden Süd – Langenfeld, Zollhaus – Richrath, Kirche – Rathaus – Langenfeld                        | Nachmittags alle 10 Minuten zwischen Heinrich-Heine-Allee und Richrath; samstags alle 20 Minuten bis 15 Uhr, dann alle 30 Minuten                                                                | 10-20/20-30/30                                  | B, L, Unternehmer                                    |
| 786   | Hochdahl, Schulzentrum – Hochdahler Markt – Haan, Kellertor – Hochdahler Straße – Haan – Haan, Markt – Betina-von-Armin-Str. | HVZ alle 20 Min | 20-60/60/60                                     | M, Unternehmer                                       |
| 787   | Langenfeld, Karl-Benz-Straße – Langenfeld-Berghausen – Briefzentrum – Carl-Leverkus-Straße | HVZ alle 20 Min | 20-60/–/–                                       | B, Unternehmer                                       |
| 788   | Benrath, Paulsmühlenstraße – D-Benrath – Benrath – Benrath Krankenhaus – Haus Bürgel – Monheim, Stauffenbergstraße – BSM-Betriebshof – Monheim Mitte                                                                                             | zusammen mit Bahnen der Stadt Monheim | 20/20/30                                        | B, Bahnen Monheim, Unternehmer                       |
| 789   | (Am Falder –) Holthausen – Niederheid – Benrath Rathaus – D-Benrath – Orangerie – Rostocker Straße – D-Garath , Westseite – D-Hellerhof – Monheim-Baumberg – Rheinpark – Monheim Mitte – Mona Mare                                               | bis Am Falder nur stündlich; zusammen mit Bahnen der Stadt Monheim; im Abschnitt Hellerhof S – Monheim Mitte 10/10/15                                                                            | 20/20/30                                        | B, Bahnen Monheim, Unternehmer                       |
| 790   | Langenfeld, Götsche – Richrath, Krankenhaus – Rathaus – Langenfeld – Monheim Busbahnhof – Markt – Mona Mare | zusammen mit Bahnen der Stadt Monheim | 20/60/60                                        | B, Bahnen Monheim, Unternehmer                       |
| 791   | Solingen Hbf – Ohligs, Markt → Solingen, Landwehr – Langenfeld, Immigrather Platz – Rathaus – Marktplatz – Stadtmitte – Langenfeld – Monheim Busbahnhof – Monheim Markt – Mona Mare                                                              | zusammen mit Bahnen der Stadt Monheim | 20/30/30                                        | B, Bahnen Monheim, Unternehmer                       |
| 792   | Solingen Hbf – Ohligs, Markt → Solingen Vogelpark – Haan, Hülsberger Busch – Haan – Markt – Robert-Koch-Straße | HVZ alle 20 Min; durchgängig weiter als Linie O1 bis Haan-Gruiten, Sinterstraße | 20-60/60/60                                     | B, M, Unternehmer                                    |
| 827   | Bilk, Am Steinberg – Uni-Kliniken – Südpark – Universität – Neuss, Jagenbergstraße – Norf | zusammen mit Busverkehr Rheinland; HVZ alle 20 Min | 20-60/60/60                                     | L, BVR, Unternehmer                                  |
| 828   | Belsenplatz – Am Seestern – Löricker Straße – Meerbusch, Deutsches Eck – Heilig-Geist-Kirche – Neuss, Bataverstraße – Wolkerstraße – Neuss Hbf – Niedertor – Zolltor – Stadthalle                                                                | zusammen mit Busverkehr Rheinland | 60/60/60                                        | H, BVR, Unternehmer                                  |
| 829   | Meerbusch, Haus Meer – Büderich Friedhof – Christuskirche – Am Wildpfad – Handweiser – NE-Am Kaiser | nur zur HVZ und nicht im Ferienfahrplan (Winter/Sommer) | 20/–/–                                          | H, Unternehmer                                       |
| 830   | (Meerbusch, Lank Kirche – Auf der Gath –) Haus Meer – Büderich Kirche – Deutsches Eck – D-Handweiser – NE-Am Kaiser – Neuss Hbf – Neuss, Stadthalle                                                                                              | Haus Meer – Lank nur (20-60/60/–) | 20/30/30                                        | H, Unternehmer                                       |
| 831   | Meerbusch, Haus Meer – Auf der Gath – Lank, Hauptstraße – Krefeld, Rheinhafen – Uerdingen – HPZ Uerdingen | einzelne Fahrten bedienen nicht alle Halte im HPZ | 20/30/30                                        | H, Unternehmer                                       |
| 832   | Meerbusch, Lank Kirche – Uerdinger Straße – Hauptstraße – Strümp, Kirche – Osterath → Seniorenzentrum Osterrath – Kaarster Straße | fährt eine Schleifenfahrt ab Kaarster Straße wieder über Seniorenzentrum Osterrath und Kaarster Straße                                                                                           | 60/60/60                                        | H, Unternehmer                                       |
| 833   | Belsenplatz – Heinsbergstraße – Strandbad Lörick – Löricker Straße – Böhlerstraße – Nikolaus-Knopp-Platz – Heerdter Krankenhaus (– Kopperstraße – Neuss, Am Kaiser )                                                                             | Elektrobus-Einsatz; nur während der HVZ bis Neuss, Am Kaiser | 20/30/60                                        | H, Unternehmer                                       |
| 834   | Düsseldorf Hbf – Elisabethkirche – Lindenstraße – Enger Straße – Ludwig-Beck-Straße – Heinrichstraße – Johannstraße – Nordfriedhof – Theodor-Heuss-Brücke – Niederkasseler Kirchweg – Belsenplatz                                                | | 10/10/15                                        | L, H,T, Unternehmer                                  |
| 835   | Hassels, In der Steele – Reisholz – Paul-Thomas-Straße – Niederheid – Holthausen – Itter – Himmelgeist – Universität – Merowingerplatz – Bilk – Kirchplatz – Landtag/Kniebrücke – Belsenplatz – Niederkassel, Comeniusplatz                      | Hassels – Holthausen nur mo-fr bis 21 Uhr; mo-sa ab 21 Uhr und sonn- und feiertags ganztägig in Kombination mit Linie 836 zwischen Holthausen – Universität Süd – Belsenplatz – Am Seestern      | 20/20/30                                        | B, L, H, Unternehmer                                 |
| 836   | Universität Süd – Merowingerplatz – Bilk – Kirchplatz – Landtag/Kniebrücke – Belsenplatz – Am Seestern | abends und sonn- und feiertags ganztägig in Kombination mit Linie 835 zwischen Holthausen - Universität Süd - Belsenplatz - Am Seestern                                                          | 20/20/30                                        | B, L, H, Unternehmer                                 |
| 839   | Meerbusch, Haus Meer – Auf der Gath – Strümp, Friedhof – Bösinghoven, Schule – Krefeld, Geismühle – Meerbusch-Ossum – Uerdinger Straße – Lank, Kirche – Nierst, Kirche – Meerbusch, Haus Meer                                                    | zusammen mit SWK Mobil HVZ alle 30 Min | 30-60/60/60                                     | H, Unternehmer, SWK                                  |
| 863   | Nordfriedhof – Lütticher Straße – Am Seestern – Heerdter, Krankenhaus – Handweiser – Neuss, Römerstraße – Neuss Neusserfurth | nur HVZ Lütticher Straße – Nordfriedhof | 60/–/–                                          | H, Unternehmer                                       |

### Ortsbus
Ortsbus-Linien verkehren nur innerhalb der Städte Hilden, Erkrath, Haan, Mettmann, Heiligenhaus und Ratingen ohne diese zu verlassen.

| Linie | Linienweg | Stadt        | Bemerkung                                                                         | Takt mo–fr/sa/so | Betriebshof         |
| ----- | --- | ------------ | --------------------------------------------------------------------------------- | ---------------- | ------------------- |
| O 1   | Haan, Hülsberger Busch – Haan Bahnhof – Haan Markt – Haan, Robert-Koch-Straße – Gruiten Bf – Gruiten, Sinterstraße                                                                                                  | Haan         | HVZ alle 20 Min; ein Großteil aller Fahrten weiter als Linie 792 bis Solingen Hbf | 20-60/60/60      | B, M, Unternehmer   |
| O 3   | Hilden, Verwaltungsinstitut / Köbener Straße – Furtwänglerstraße – Nordfriedhof – Hilden – Fritz-Gressard-Platz – Gewerbepark Süd – Karnaper Straße – Hilden, Erika-Siedlung                                        | Hilden       |                                                                                   | 20/30/30         | B, Unternehmer      |
| O 5   | Erkrath – Stadthalle – Hochdahler Straße – Neanderbad – Hochdahl – Trills – Hochdahler Markt – Hatnitter Straße – Stolls – Erkrath-Millrath                                                                         | Erkrath      | zusammen mit Busverkehr Rheinland                                                 | 20/30/30         | M, BVR, Unternehmer |
| O 6   | Erkrath, Haus Brück – Stadthalle – Erkrath – Ten Ofen – Am Zault – Erkrath, Neuenhausplatz – Max-Planck-Straße – Kempen, Schule – Trills – Hochdahler Markt – Hochdahl, Schulzentrum – Eschenweg – Erkrath-Millrath | Erkrath      | Konzession zusammen mit Busverkehr Rheinland, Fahrzeugeinsatz nur durch Rheinbahn | 20/30/60         | M, Unternehmer      |
| O 10  | Mettmann-Metzkausen, Kantstraße – Siedlung Kaldenberg – Jubiläumsplatz – Mettmann Zentrum – Am Schnabel – Mettmann, Stadtwald                                                                                       | Mettmann     |                                                                                   | 60/60/60         | M, Unternehmer      |
| O 11  | Mettmann, Hasselbeckstraße – Hassel – Metzkausen, Schule – Peckhaus – Mettmann Zentrum – Mettmann Stadtwald / Mettmann, Friedhof Lindenheide                                                                        | Mettmann     |                                                                                   | 60/60/60         | M                   |
| O 12  | Mettmann-Metzkausen, Ratinger Straße – Hassel – Siedlung Kaldenberg – Posener Straße – Ruhrstraße – Neanderthal | Mettmann     | HVZ alle 20 Min                                                                   | 20-60/60/60      | M                   |
| O 13  | Mettmann, Stadtwald – Mettmann Zentrum – Mettmann, Rathaus – Ruhrstraße – Posener Straße – Mettmann, Jubiläumsplatz – Mettmann, Schellenberg                                                                        | Mettmann     |                                                                                   | 20/30/60         | M, Unternehmer      |
| O 14  | Ratingen, Am Kessel – Mintarder Weg – Krummenweg – Hösel | Ratingen     | Bedienung nur durch Taxis                                                         | 20-60/60/–       | Taxiverkehr         |
| O 15  | Ratingen Ost – Hegelstraße – Auf der Aue – Evangelisches Krankenhaus – Hauser Ring – Ratingen Mitte – Industriestraße – Schmiedestraße – Ratingen Ost                                                               | Ratingen     |                                                                                   | 20/30/30         | M, T, Unternehmer   |
| O 16  | Ratingen, Am Kessel – Mintarder Weg – Motor-Hotel – Am Löken – Lintorf, Rathaus – Lintorf, Kirche – Tiefenbroicher Straße – Stadion – Ratingen Mitte – Freiligrathring – Ratingen Ost                               | Ratingen     |                                                                                   | 20/30/60         | M, T, Unternehmer   |
| O 17  | Heiligenhaus, Dorfkrug → Unterstadt → Mahnmal → Am Siepen → Ehemannshof → Heiligenhaus, Rathaus → Höseler Platz → Heiligenhaus, Dorfkrug                                                                            | Heiligenhaus |                                                                                   | 20/30/60         | Unternehmer         |
| O 19  | Ratingen, Fliedner-Krankenhaus – Am Sägewerk – Am Löken – Lintorf, Rathaus – Lintorf, Kirche – Ratingen, Ulenbroich                                                                                                 | Ratingen     | Bedienung nur durch Taxis                                                         | 30/60/60         | Taxiverkehr         |

### Nachtverkehr
NachtExpress-Linien in Düsseldorf (vor den Liniennummern steht „NE“) und DiscoLinien im Kreis Mettmann (vor den Liniennummern steht „DL“) verkehren in einem festen Takt in den Nächten von Freitag auf Samstag, Samstag auf Sonntag und auf einen Feiertag. In den übrigen Nächten verkehren Nachtbusse ein- bis viermal je nach Linie und Fahrtrichtung.

| Linie | Linienweg | Bemerkung                                   | Takt |
| ----- | --- | ------------------------------------------- | ---- |
| NE 1  | Düsseldorf Hbf – Jacobistraße – Münsterplatz – Spichernplatz – Johannstraße – Eckenerstraße – Unterrath – Neu-Lichtenbroich | NachtExpress                                | 60   |
| NE 2  | Düsseldorf Hbf – Uhlandstraße – Schlüterstraße/Arbeitsagentur – Rather Broich – Rath Mitte – Unterrath | NachtExpress                                | 60   |
| NE 3  | Düsseldorf Hbf – Heinrich-Heine-Allee – Wehrhahn – Brehmplatz – Heinrichstraße → Rath Mitte → Wilhelm-Raabe-Straße / ← Oberrath | NachtExpress                                | 30   |
| NE 4  | Düsseldorf Hbf → Heinrich-Heine-Allee → Wehrhahn → Schlüterstraße/Arbeitsagentur → Auf der Hardt/Rheinische Kliniken → Schönaustraße → Morper Straße → Fortunaplatz → Ronsdorfer Straße → Düsseldorf Hbf | NachtExpress Gegenrichtung: NE5             | 60   |
| NE 5  | Düsseldorf Hbf → Langenberger Straße → Ronsdorfer Straße → Fortunaplatz → Torfbruchstraße → Dreherstraße → Gerresheim, Rathaus → Gerresheim, Krankenhaus → Auf der Hardt/Rheinische Kliniken → Schlüterstraße/Arbeitsagentur → Wehrhahn → Heinrich-Heine-Allee → Charlottenstraße/Oststraße → Düsseldorf Hbf | NachtExpress Gegenrichtung: NE4             | 60   |
| NE 6  | Düsseldorf Hbf → Oberbilker Markt → Bingener Weg → Dillenburger Weg → Eller Süd → Vennhauser Allee → Eller → Hürthstraße → Kikweg → Unterbach, Kirche → Am Zault → Uni-Kliniken → Berliner Allee → Düsseldorf Hbf (Neuführung der Strecke seit dem 7. Januar 2009) | NachtExpress                                | 60   |
| NE 7  | Düsseldorf Hbf → Charlottenstraße/Oststraße → Heinrich-Heine-Allee → Graf-Adolf-Platz → Bilk → Merowingerplatz → Uni-Kliniken → Universität → Holthausen → Niederheid → Reisholz → Hassels, Kirche → Benrath → Benrath Btf → Südallee → Benrath, Krankenhaus → Schloss Benrath → Holthausen → Itter, Friedhof → Universität → Uni-Kliniken → Bilk → Kirchplatz → Heinrich-Heine-Allee → Charlottenstraße/Oststraße → Düsseldorf Hbf                                 | NachtExpress                                | 30   |
| NE 8  | Düsseldorf Hbf – Helmholtzstraße – Kirchplatz – Polizeipräsidium – Stadttor – Rheinturm – Franziusstraße – Bilker Kirche → Völklinger Straße → Volmerswerther Straße – Volmerswerth, Hellriegelstraße | NachtExpress                                | 30   |
| DL 1  | Ratingen Ost → Freiligrathring → Ratingen Mitte → Europaring → Breslauer Straße → Dieselstraße → Im Rott → Kaiserswerther Straße → Annastraße → Tiefenbroicher Straße → Lintorf, Kirche → Lintorf, Rathaus → Am Löken → Motor Hotel → Mintarder Weg → Am Kessel → Hösel → Heiligenhaus, Unterilp → Oberilp → Unterstadt → Mahnmal → Hetterscheid → Ehemannshof → Heiligenhaus, Rathaus → Höseler Platz → Ratingen-Homberg, Dorfstraße → Waldfriedhof → Ratingen Ost | DiscoLinie                                  | 60   |
| DL 4  | Erkrath – Ten Ofen – Am Zault – Erkrath, Neuenhausplatz – Max-Planck-Straße – Hilden, Verwaltungsinstitut – Gabelung – Hilden Süd | DiscoLinie                                  | 60   |
| DL 5  | Hilden Süd – Gabelung – Krankenhaus – Margarethenhof – Trotzhilden – Haan Bf – Haan, Markt – Stadtbad – Nordstraße – Haan, Rheinische Straße | DiscoLinie                                  | 60   |
| DL 6  | Mettmann, Stadtwald – Mettmann-Zentrum – Mettmann, Rathaus – Peckhaus – Siedlung Kaldenberg – Mettmann, Jubiläumsplatz | DiscoLinie                                  | 60   |
| NE 8  | Essen Hbf – Bredeney – Heidhauser Platz – Velbert, Klinikum Niederberg – Velbert ZOB | NachtExpress mit Ruhrbahn, verkehrt täglich | 30   |
| 805   | Heerdt, Handweiser – Nikolaus-Knopp-Platz – Viersener Straße – Lohweg – Belsenplatz – Heinrich-Heine-Allee – Düsseldorf Hbf – Handelszentrum – Lierenfelder Straße Nachtverkehr von So/Mo bis Do/Fr; ab Heinrich-Heine-Allee 1:14, 1:44, 3:24, 3:44 Uhr nach Heerdt und 0:46, 1:46 und 3:11 Uhr nach Lierenfeld |                                             |      |
| 807   | Düsseldorf Hbf – Derendorf – Großmarkt – Unterrath, Eckenerstraße Nachtverkehr von So/Mo bis Do/Fr; ab Hauptbahnhof 0:38 und 4:01 Uhr; verkehrt weiter als Linie 810 und nicht in die Gegenrichtung. |                                             |      |
| 810   | Unterrath, Eckenerstraße – Unterrath – Rath Mitte – Mörsenbroicher Weg – Flingern – Kettwiger Straße – Lierenfelder Straße Nachtverkehr von So/Mo bis Do/Fr; Wagen der Linie 807 vom Hauptbahnhof; verkehrt nicht in die Gegenrichtung. |                                             |      |
| 812   | Düsseldorf Hbf – Düsseldorf Wehrhahn – Düsseltal – Mörsenbroich Heinrichstraße – Rath Mitte – Rath, Wittener Straße – Reichswaldallee – Hubertushain Nachtverkehr von So/Mo bis Do/Fr; ab Hauptbahnhof 0:38 und 1:38 Uhr; ab Hubertushain 4:24 Uhr |                                             |      |
| 815   | Lierenfeld – Eller, Vennhauser Allee – Reisholz – Hassels – Benrath – Benrath Betriebshof Nachtverkehr von So/Mo bis Do/Fr; ab Lierenfelder Straße 1:04, 1:38, 3:30 Uhr und ab Betriebshof Benrath 0:34, 1:34 und 2:57 Uhr |                                             |      |
| 817   | Heinrich-Heine-Allee – Düsseldorf Hbf – Oberbilk – Wersten – Holthausen – Benrath – Benrath Betriebshof Nachtverkehr von So/Mo bis Do/Fr; ab Heinrich-Heine-Allee 0:53, 1:53 und ab Betriebshof Benrath 0:07, 1:07 und 2:57 Uhr |                                             |      |

### Bus-Sonderlinien
| Linie | Linienweg                                                        | Bemerkung                                                                                    | Takt                                       | Betriebshof   |
| ----- | ---------------------------------------------------------------- | -------------------------------------------------------------------------------------------- | ------------------------------------------ | ------------- |
| E 729 | PSD Bank Dome – D-Unterrath                                      | nur bei Veranstaltungen im PSD Bank Dome, keine weiteren Haltestellen                        | unregelmäßig                               | L, B, H, M, T |
| 891   | Eller, Vennhauser Allee – Eller – Strandbad Süd                  | verkehrt nur zwischen Mai und September                                                      | alle 30 min                                | L             |
| 893   | Südpark – Ubierstraße – Aachener Platz – Düsseldorf, Südfriedhof | kostenloser Pendelbusverkehr während des Trödelmarktes an der Ulenbergstraße (sa bis 16 Uhr) | alle 15 min                                | L             |
| 894   | Staufenplatz – Rennbahn                                          | nur bei Veranstaltungen auf der Galopprennbahn Düsseldorf-Grafenberg                         | unregelmäßig                               | B             |
| 896   | Flughafen Terminal A/B/C – Messe – Flughafen Terminal A/B/C      | bei Messen nach Bekanntgabe                                                                  | alle 15 oder 30 min                        | L             |
| E     | Beliebige Routen                                                 | Schülerverkehr                                                                               | nur morgens und mittags, meistens einmalig | L, H, B, M, T |

## Fahrplan
Seit dem 7. Januar 2024 gilt im Düsseldorfer Stadtgebiet auf den meisten Linien der RheinTakt, einem einheitlicheren Taktschema für eine beschleunigte Reisekette mit optimierten Anschlüssen. Die Züge aller Stadt- und Straßenbahnlinien außer der U71, U83 und 708 sowie die Busse der Linien 730, 732 und 834 verkehren montags bis freitags von Betriebsbeginn bis etwa 20:30 Uhr sowie samstags zwischen etwa 9:00 Uhr und 20:30 Uhr alle 10 Minuten und zu den übrigen Zeiten alle 15 Minuten. Die Züge der Linien U71, U83 und 708 sowie die Busse der meisten übrigen Linien verkehren analog alle 20 bzw. 30 Minuten.
Ursprünglich verkehrten alle städtischen Straßenbahnen und einige Buslinien in Düsseldorf während der gesamten Betriebszeit mindestens alle 10 Minuten. Aus den zuvor genannten Gründen erfolgte die Umstellung auf einen 12-Minuten-Takt, die am 1. August 1960 abgeschlossen war aber rund zwei Jahrzehnte später wieder rückgängig gemacht wurde. Den ein Jahr später eingeführten 20-Minuten-Takt ab 20 Uhr hat die Rheinbahn dagegen bis zur Einführung des Rheintaktes beibehalten. Zuvor verkehrten ab 29. August 2018 lediglich alle Stadtbahnen mindestens bis 21 Uhr im 10-Minuten-Takt.
In den 1990er Jahren musste die Rheinbahn ihr Angebot an Samstagen, Sonn- und Feiertagen ebenfalls einschränken, weil die Stadt Düsseldorf ihre Zuschüsse wegen einer Haushaltsnotlage reduzieren musste. Zunächst wurde tagsüber durchgängig ein 15-Minuten-Takt angewendet. Im Laufe der Zeit wurde der Takt immer besser auf die tatsächliche Nachfrage abgestimmt und weiter differenziert. Deshalb verkehrten die Bahnen samstags morgens bis etwa 9 Uhr nur noch alle 20 Minuten aber während der Ladenöffnungszeiten auf den Linien, die hauptsächlich zum Einkaufen in der Stadtmitte genutzt werden, wieder alle 10 Minuten sowie an Sonn- und Feiertagen morgens alle 30 und vormittags alle 20 Minuten.